# Jules Dupré
Pour les articles homonymes, voir Dupré.
Ne doit pas être confondu avec Julien Dupré.
Jules Dupré, né à Nantes le 5 avril 1811 et mort à L'Isle-Adam le 6 octobre 1889, est un peintre paysagiste français, ayant également réalisé quelques lithographies d'après ses propres œuvres, pionnier à l'instar de Camille Corot, du paysage à la française, et influencé par John Constable.
Il sortit de son atelier et peignit en plein air dès les années 1830, autour de Paris, à Barbizon et dans le Limousin.
Il est le frère aîné du peintre Léon Victor Dupré (1816-1879).

## Biographie

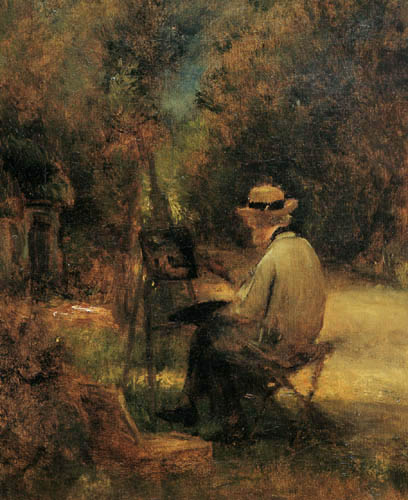
Jules Dupré, Autoportrait, 1870, L'Isle-Adam, musée d'Art et d'Histoire Louis-Senlecq.

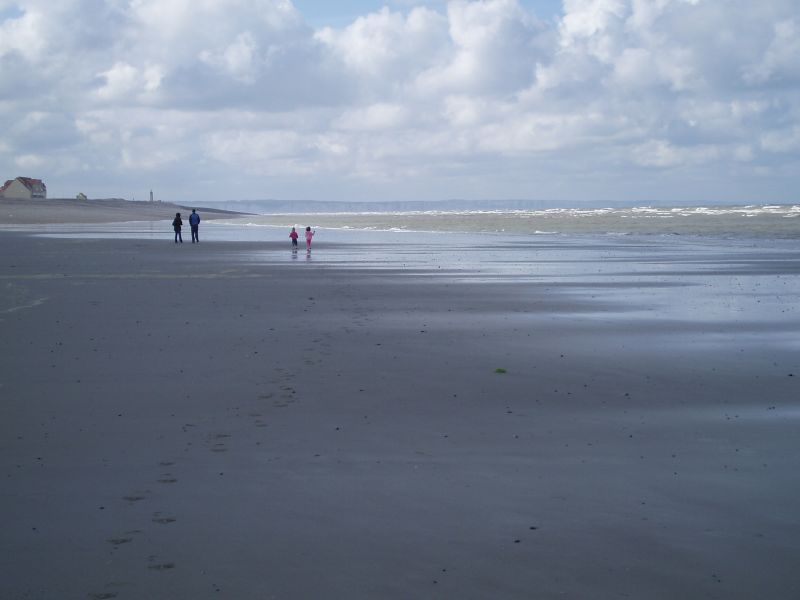
Cayeux-sur-Mer

Son père, originaire de L'Isle-Adam, dirige une manufacture de porcelaine à Parmain avant de s'établir à Nantes. Jules Dupré s'initie d'abord à l'art du décor sur céramique et admira toute sa vie Théodore Géricault, Claude le Lorrain et Rembrandt.
En 1823, il arrive à Paris où il travaille chez un oncle qui emploie Auguste Raffet, Louis Cabat et Narcisse Díaz de la Peña. Il fait alors également la connaissance de Constant Troyon, ouvrier peintre à la manufacture de Sèvres. Il est ensuite admis dans l'atelier du paysagiste Jean-Marie Diébolt et vend ses premières peintures à Paris. Devenu l'ami du paysagiste Louis Cabat, celui-ci le persuade d'abandonner la céramique pour peindre des scènes de genre et des paysages de plein air. Il étudie les peintres hollandais du XVIIe siècle dont il demeurera grand admirateur et, en 1831, expose pour la première fois au Salon avec des paysages du Limousin. En 1832, il séjourne dans le Berry avec Cabat et expose quatre œuvres au Salon de 1833 où il obtient une médaille de seconde classe comme peintre de genre, et devient l'ami des peintres Alexandre-Gabriel Decamps, Eugène Lami et Théodore Rousseau.

### Voyages
Il se rend en Angleterre en 1834 afin d'y étudier John Constable, le maître du paysage anglais, qui influencera profondément son œuvre. Lors du Salon de 1835, Eugène Delacroix le félicite pour la facture de ses ciels. Il reçoit chez lui de nombreux artistes comme Ary Scheffer ou Antoine-Louis Barye.
Il fréquente Barbizon avec Rousseau ; ensemble, ils effectuent en 1844 un séjour de cinq mois dans les Landes (Tartas, Peyrehorade et surtout Bégaar), excursionnant dans les Pyrénées (Oloron, Saint-Jean-Pied-de-Port, Bayonne) : « pionniers, dit-on d'eux ensemble, en ce qu'ils comprennent que la profondeur et les plans du ciel, les colorations naturelles, la vérité exacte ont leur droit, s'ils révèlent "un nouveau monde" », ils se distinguent de Jean-François Millet en ce que l'homme est absent de leurs paysages.
« En sérieux paysagiste, Jules Dupré parcourt la France en quête du motif absolu » restituent Hélène Braeuener et Bénédicte Pradié Ottinger : il voyage également en Normandie et dans l'Indre où il participe avec de nombreux autres peintres à l'École de Crozant dans les vallées creusoises. Il aurait eu en 1846 une liaison avec George Sand et essaie, sans succès, de fonder un salon de peinture indépendant et sans jury. L'attribution de la Légion d'honneur le brouille avec Rousseau qui lui ne l'a pas reçue. Il s'installe en 1850 à L'Isle-Adam qu'il ne quitte plus que pour se rendre à Paris et sur la côte normande.
Hélène Quantinet, qui fut son élève et sa maîtresse depuis plusieurs années, meurt en 1857. En 1860, il épouse à Champagne-sur-Oise Stéphanie-Augustine Moreau avec qui il a déjà deux enfants, Juliette-Ernestine (1859-1948), future épouse de l'architecte Louis Henri Georges Scellier de Gisors, et Jules (1860-?) ; le troisième enfant, Maurice, naîtra en 1865.

### Les Étés à Cayeux
Il peint généralement des paysages campagnards aux ciels tourmentés, mais aussi des séries de marines influencées par Gustave Courbet lors de ses séjours à Cayeux-sur-Mer (il y acquiert une maison en 1865), parfois, notamment en 1868, en compagnie de Jean-François Millet. De fait, il passe chaque été à Cayeux, séjour qu'en 1870 il prolonge jusqu'au mois d'avril 1871, rejoint alors par son élève Auguste Boulard, afin d'échapper à l'occupation de l'Isle-Adam par les troupes allemandes. « Il trouve à Cayeux, comprend Pierre Miquel, une grève qui correspond à la tristesse de son âme. Il s'attachera à en rendre les aspects les plus désolés, le plus souvent dans ces ciels mornes ; dans ces menaces de la mer et de la tempête conjurées, on sent comme une image fidèle de son accablement ». En 1881, l'État lui achète Le Matin et Le Soir pour le musée du Luxembourg à Paris.
En 1889, il est promu commandeur de la Légion d'honneur. Ne se remettant pas d'une opération chirurgicale commandée par la maladie de la pierre dont il est atteint, il meurt d'une embolie pulmonaire à L'Isle-Adam en 1889. Lors de son inhumation au cimetière de L'Isle-Adam, Gustave Larroumet, directeur des Beaux-Arts prononce ainsi son éloge : « Jamais un sacrifice au goût du jour, au désir du succès, à l'amour du gain. L'artiste se doublait, dans cette nature, d'un honnête homme, délicat et fier ». Le 30 janvier 1890, sa famille procède à la vente, par le commissaire-priseur Paul Chevallier (le catalogue est établi par le galeriste Georges Petit), de son atelier et de sa collection dont le produit s'élève à 208 660 francs. Sa maison de L'Isle-Adam est détruite en 1900.

### Jules Dupré et ses contemporains

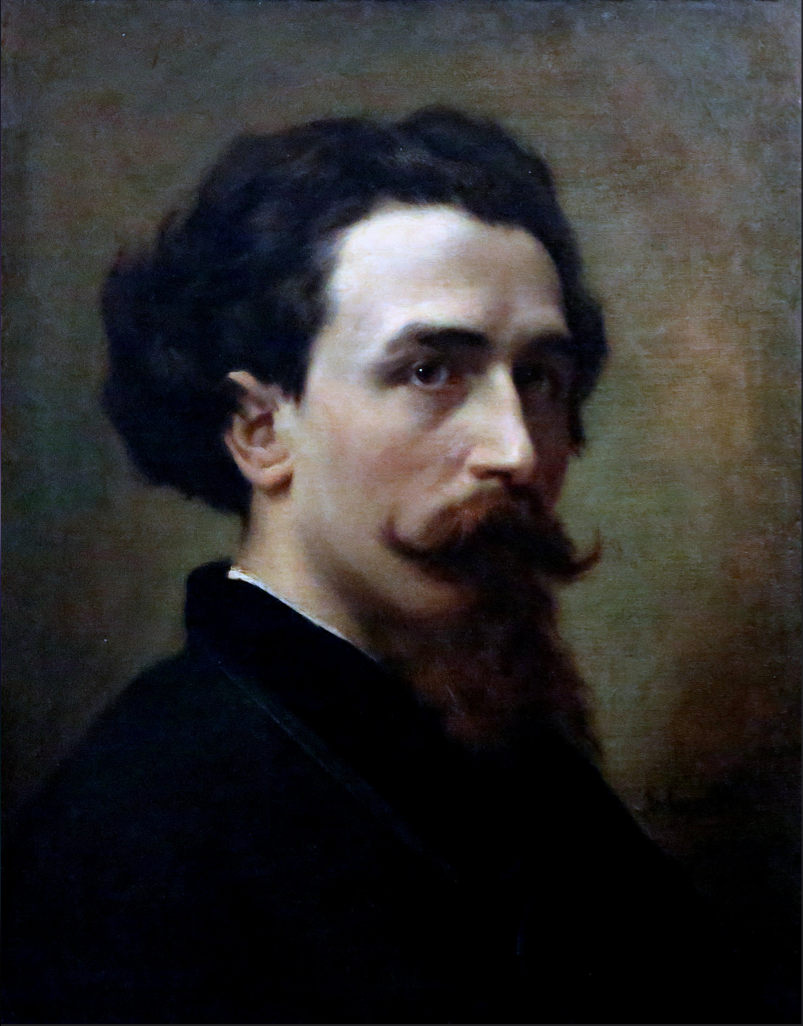
Musée Courbet, Ornans, Portrait de Dupré par Courbet

Ses relations avec Théodore Rousseau, fraternelles, romantiques, souvent orageuses, quasi exclusives à certaines périodes, ont suscité bien des commentaires. L'influence réciproque des deux hommes constitue une des clefs de l'évolution de leurs œuvres.
Gustave Courbet fait au moins quatre séjours chez lui à L'Isle-Adam et peint son portrait.
Bien que Vincent van Gogh n'ait probablement jamais rencontré Dupré lors des séjours parisiens, celui-ci manifeste toute sa vie une profonde admiration pour son aîné et porte sur son œuvre un regard d'une grande acuité. Sur une durée de quinze ans, une soixantaine de mentions est identifiable dans la correspondance de van Gogh, le plus souvent adressée à son frère Théo. Ces lettres contiennent des descriptions enthousiastes des œuvres de Dupré. Le peintre incarne à ses yeux le romantisme à la française et il associe fréquemment son nom à celui de Victor Hugo. En parlant du roman Quatrevingt-treize qu'il vient de lire, il écrit : « […]Cela est peint, je veux dire : écrit comme Decamps ou Jules Dupré ont peint[…] ». Stéphanie Perris cite également ces mots de Vincent van Gogh en 1885 : « je trouve tout de même joliment beau le mot d'Israëls disant d'un paysage de Dupré : "c'est vraiment un portrait" ».
Il avait un atelier en 1839 avenue Frochot, puis au no 28 rue Bréda à Paris.

## Expositions

### Expositions personnelles

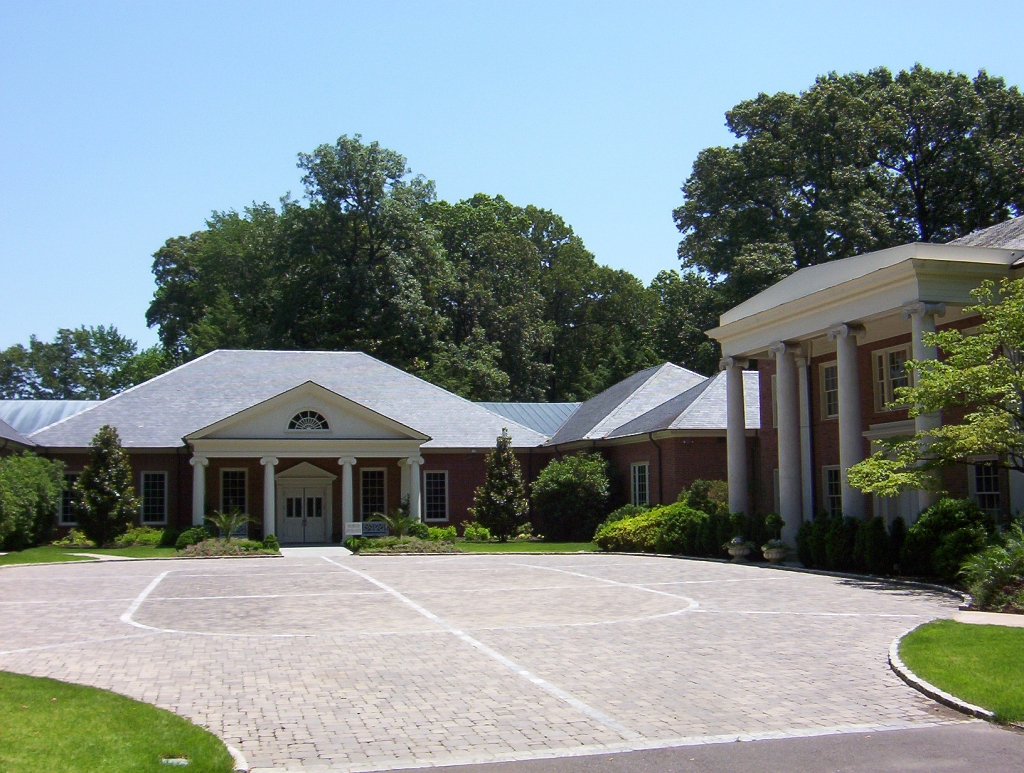
Dixon Gallery and Gardens, Memphis (Tennessee)

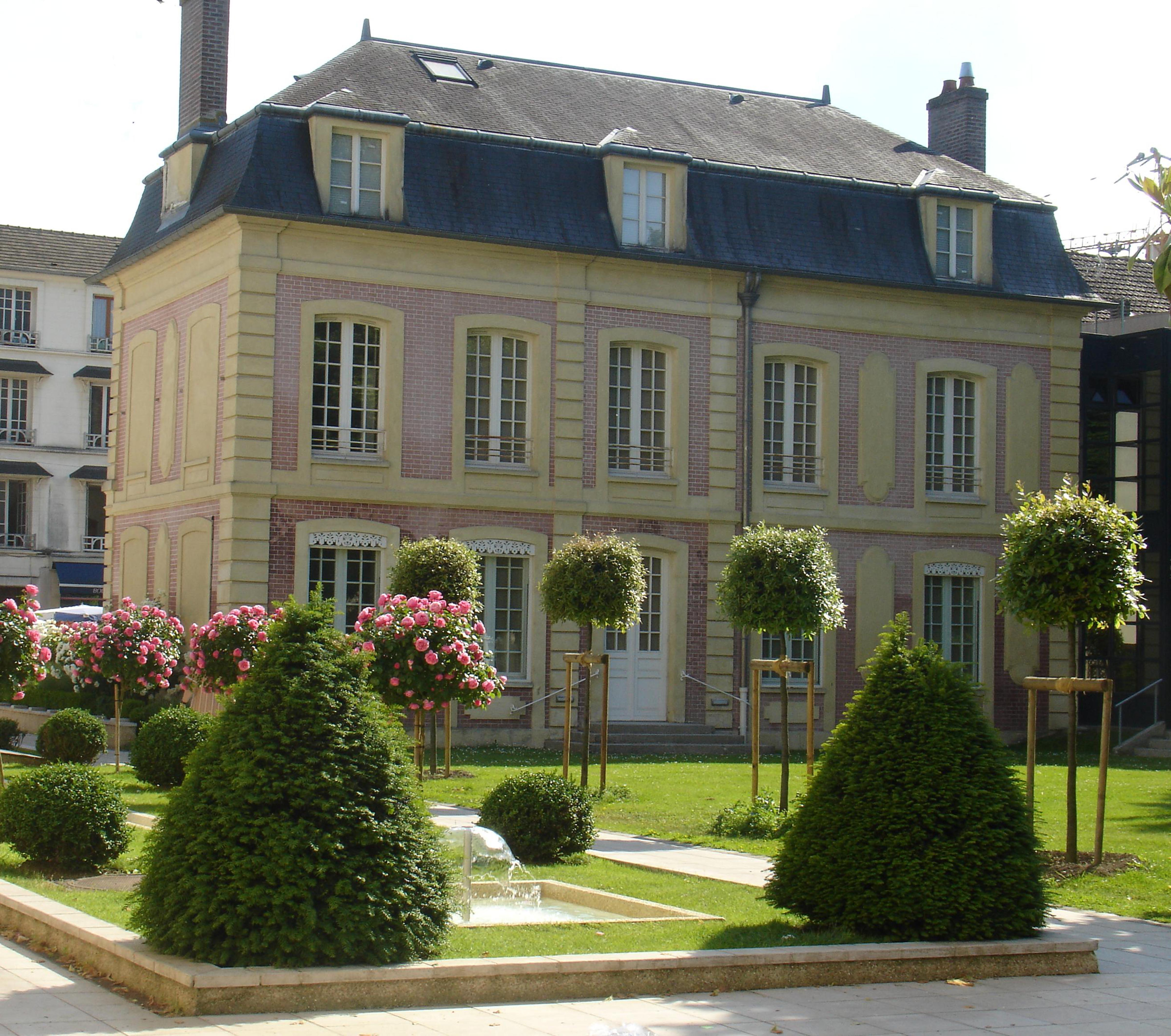
Musée d'Art et d'Histoire Louis-Senlecq, L'Isle-Adam

- Jules Dupré, 1811-1889, Galerie du Fleuve, Paris, novembre-décembre 1973.
- Jules Dupré, 1811-1889, Dixon Gallery and Gardens (en), Memphis (Tennessee), 1979.
- Jules Dupré, centenaire de sa mort - Peintures, dessins, estampes, documents, musée d'Art et d'Histoire Louis-Senlecq, L'Isle-Adam, mai-juillet 1989[14].
- Jules Dupré - Rétrospective, musée des Beaux-Arts de Reims, octobre 2007 - février 2008[15].
- Jules Dupré - La mer, toujours recommencée, musée d'art et d'histoire Louis-Senlecq, L'Isle-Adam, novembre 2013 - avril 2014[9],[16],[17].

### Expositions collectives
- Galerie Susse Frères, Paris, 1836[18].
- Exposition universelle, Champ-de-Mars, Paris, avril-novembre 1867, douze tableaux[3].
- Exposition universelle, Paris, 1889.
- Before Monet : landscape painting in France ans impressionnist masters - Highlights from the Walters Collection, Walters Art Museum, Baltimore, 1998.
- The road to Impressionnism - Landscapes from Corot to Manet, Walters Art Museum, Baltimore, 2004-2005.
- L'Oise de Dupré à Vlaminck - Bateliers, peintres, canotiers, exposition itinérante : musée d'art et d'histoire Louis-Senlecq, L'Isle Adam, 2007 ; Musée des beaux-arts de Reims, janvier-février 2008[10].
- La Creuse, une vallée-atelier - 1830-1930 : paysages romantiques, impressionnistes, postimpressionnistes, musée de la vallée de la Creuse, Éguzon-Chantôme ; château d'Ars, Lourouer-Saint-Laurent ; musée Bertrand, Châteauroux ; musée d'Art et d'Archéologie de Guéret, mai-octobre 2013[19].
- La collection Wilhelm et Henny Hansen, musée Jacquemart-André, Paris, 2017[20].
- Sur les pas de Daubigny - Aux sources de l'Impressionnisme, musée Daubigny, Auvers-sur-Oise, septembre 2017 - mars 2018[21].
- Impressions marines, musée Daubigny, Auvers-sur-Oise, mars-août 2018[21].
- Peindre dans la vallée de la Creuse, atelier Grognard, Rueil-Malmaison, mai 2019.
- Lumières et couleurs de la vallée de l'Oise, musée Daubigny, Auvers-sur-Oise, octobre 2019 - mars 2020[21].

### Salons
Jules Dupré expose au Salon dès 1831 avec sept tableaux ; cinq tableaux en 1833 ; quatre tableaux en 1834 et en 1835 ; deux tableaux en 1836. En 1839, il y présente sept toiles, des paysages de l'Indre, de la Corrèze et de Normandie, avant de se désintéresser du Salon pour n'y reparaître qu'en 1852 avec trois tableaux, enfin en 1867 (Exposition Universelle) avec treize tableaux.

## Collections publiques

### Argentine
- Buenos Aires, musée national des beaux-arts : Vaches à la rivière, peinture, 0,285 x 0,46[23].

Jules Dupré dans les collections du musée national des Beaux-Arts d'Argentine
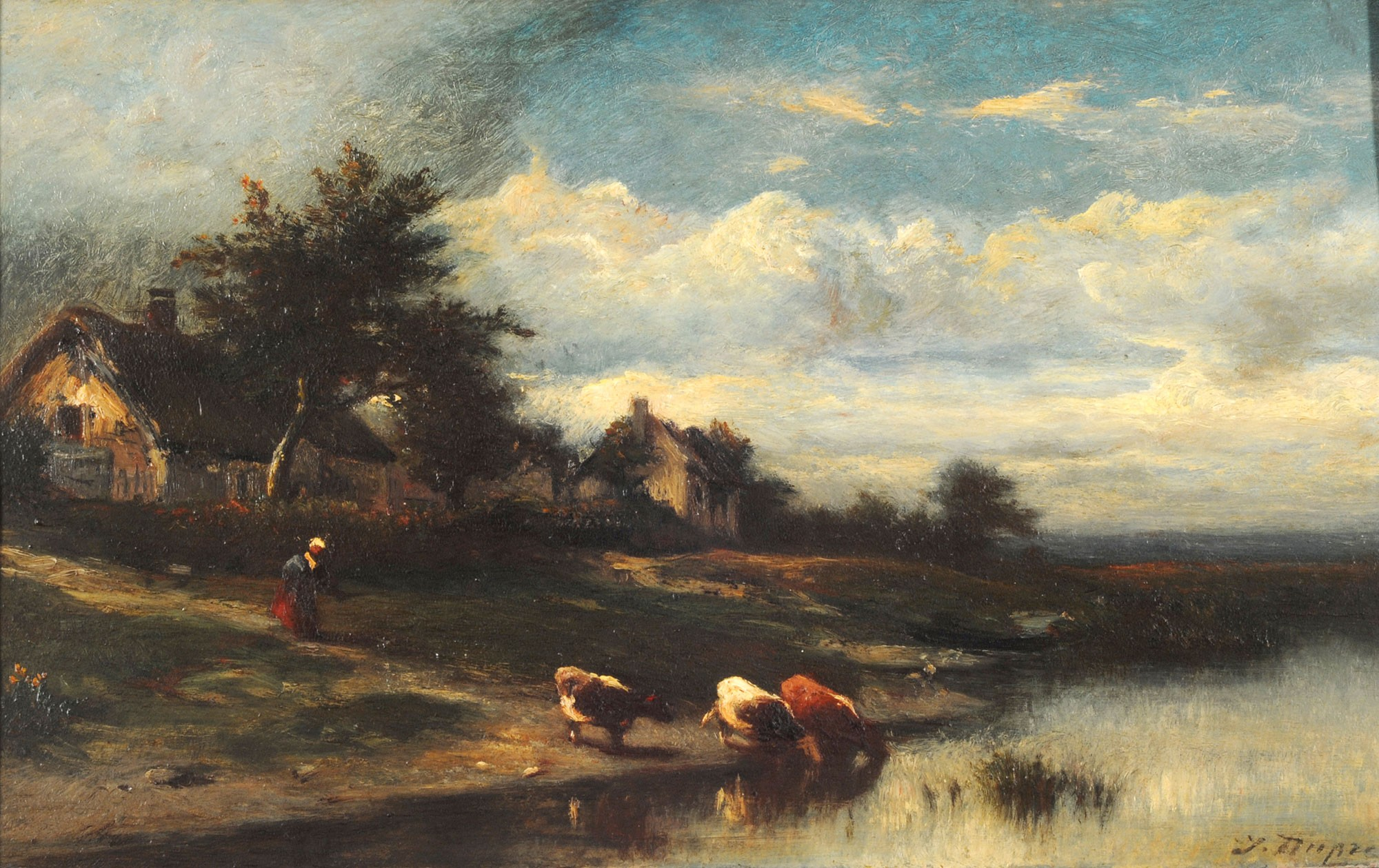
Vaches à la rivière

### Australie
- Melbourne, National Gallery of Victoria[24].

### Azerbaïdjan
- Bakou, musée national d'art d'Azerbaïdjan[25] :
  - Paysage avec vache tachetée et mouton, peinture ;
  - Paysage avec bœuf et chèvres, peinture.

Jules Dupré dans les collections du musée national d'art d'Azerbaïdjan
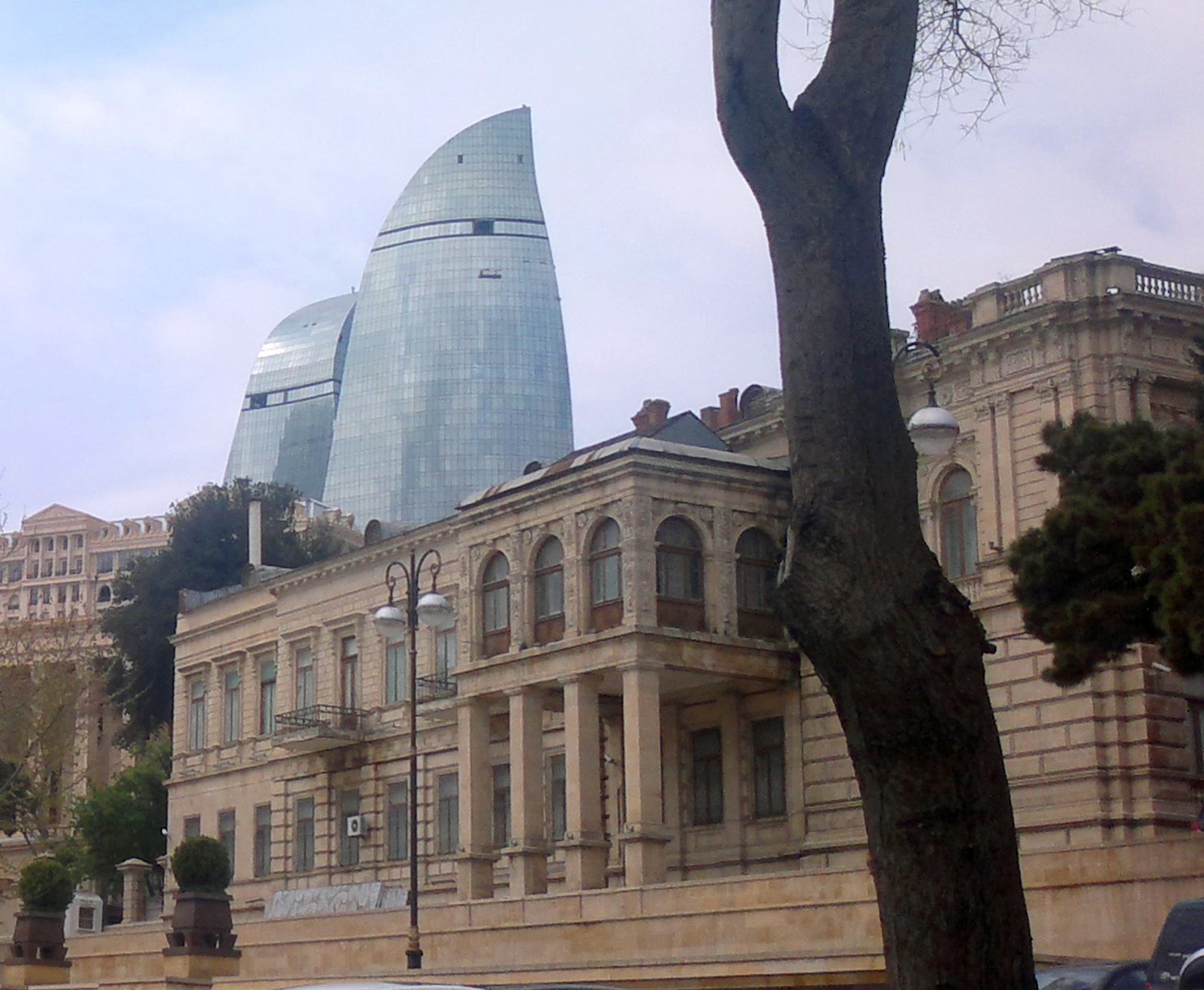
Musée national d'art d'Azerbaïdjan
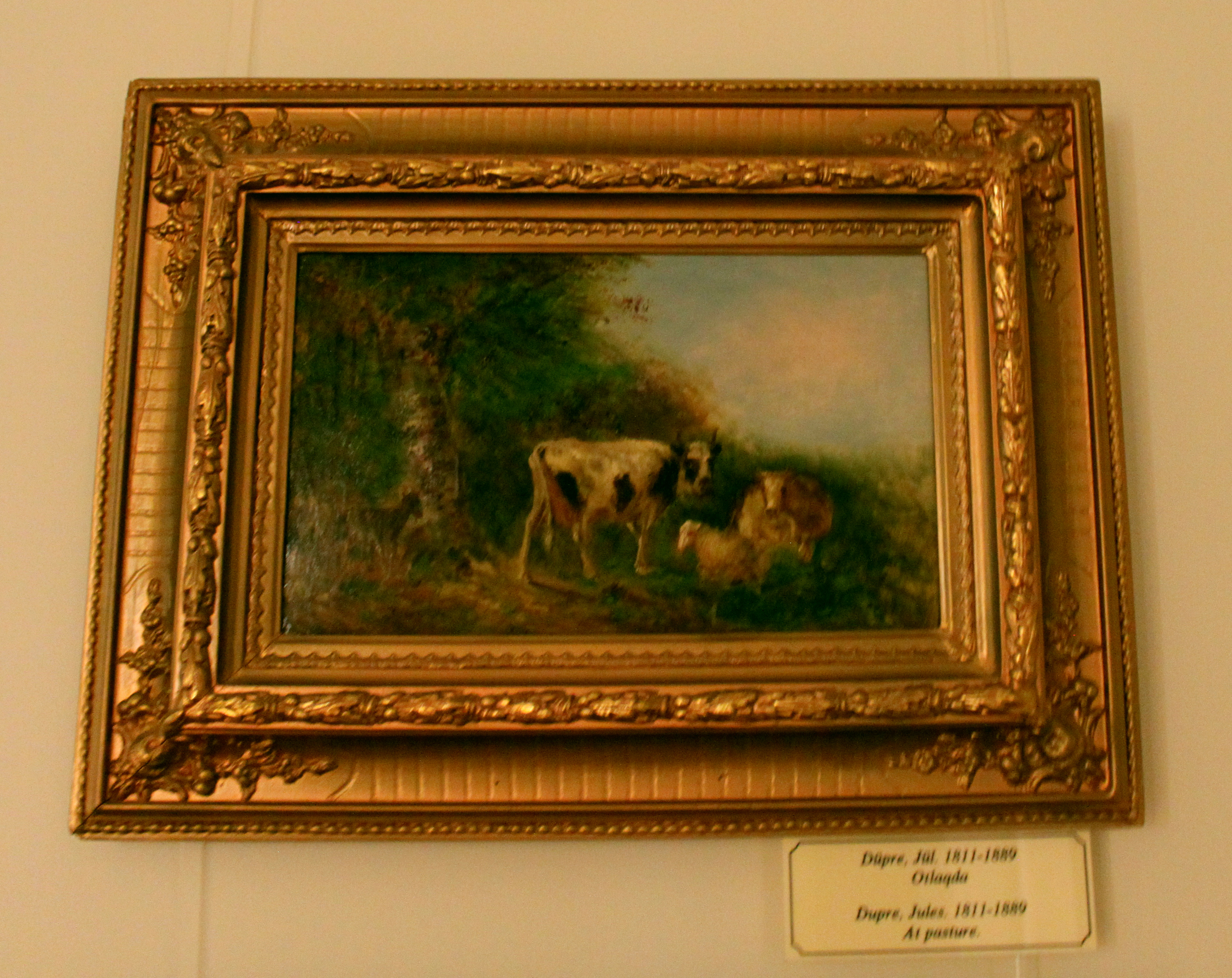
Paysage avec vache tachetée et mouton
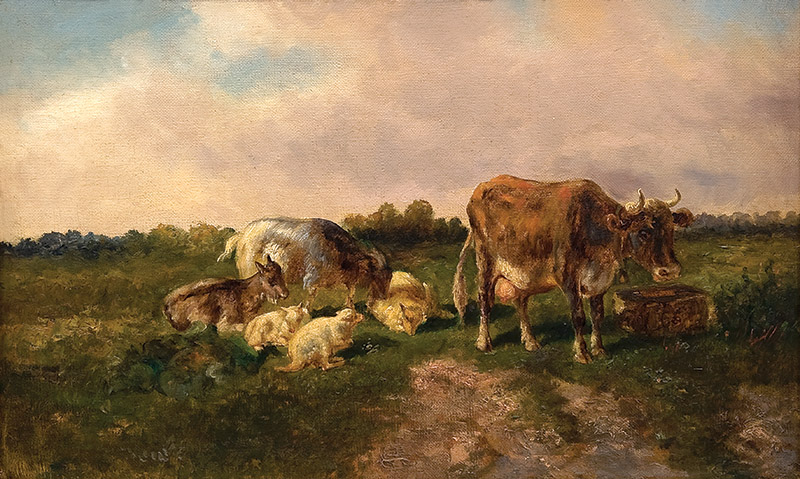
Paysage avec bœuf et chèvres

### Brésil
- Rio de Janeiro, Musée national des Beaux-Arts : Paysage normand[26].

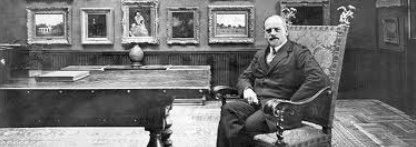
Wilhelm Hansen

### Danemark
- Copenhague :
  - Ordrupgaard museum (ancienne collection Wilhelm et Nelly Hansen) :
    - La mer, huile sur toile, 0,60 x 0,73 ;
    - Clairière dans la forêt, peinture, 1875.

  - Statens Museum for Kunst.

### États-Unis
- Akron (Ohio), Akron Art Museum [réf. nécessaire]
- Andover (Massachusetts), Addison Gallery of American Art (en) [réf. nécessaire].
- Baltimore, Walters Art Museum :
  - Le vieux chêne, huile sur toile, 0,72 x 0,615, entre 1845 et 1850[27] ;
  - Coucher de soleil sur la côte, huile sur toile, 1,12 x 1,00, vers 1870-1875[28] ;
  - En mer, huile sur toile, vers 1870[29] ;
  - Une belle journée, huile sur panneau, 0,285 x 0,45.
- Boise, Art Museum :
  - Paysage, huile sur toile
- Boston, musée des Beaux-Arts[30] :
  - Bétail sur les dunes, huile sur toile, 0,81 x 1,00 ;
  - Chaumières en bord de mer, peinture, 0,219 x 0,46 ;
  - Mare, huile sur toile, 0,381 x 0,518.
- Brighton (Boston), McMullen Museum of Art (en)[30].
- Chicago :
  - Art Institute of Chicago :
    - La ferme de l'estuaire, huile sur toile, 0,337 x 0,47, entre 1830 et 1835 ;
    - Charrette en chemin, peinture, 0,394 x 0,508, 1856[23] ;
    - La chaumière au bord de la route, ciel nuageux, huile sur toile, 0,276 x 0,357, vers 1860.

  - DePaul University Museum.
- Cleveland, Cleveland Museum of Art[30] : 
  - Le moulin à vent, huile sur toile, 0,635 x 0,915, vers 1859.
  - Paysage, huile sur toile, 0,464 x 0,742, vers 1870.
- Détroit (Michigan) : Detroit Institute of Arts, Paysage, peinture[23].
- Miami Beach : Bass Museum, Paysage à Barbizon, huile sur toile, 0,914 x 1,498.  [réf. nécessaire]
- Minneapolis, Minneapolis Institute of Art :
  - Vue sur les pâturages du Limousin, huile sur toile, 0,977 x 1,339, 1835 ;
  - Chênes à Fontainebleau, huile sur toile, 0,812 x 0,99, vers 1840 ;
  - Sans titre (paysage), huile sur toile, 0,464 x 0,742 ;
  - Scène de village, coucher de soleil, huile sur toile, 0,505 x 0,673, vers 1870.
- New York :
  - Brooklyn Museum, Sur le marais, huile sur toile, 0,40 x 0,591, 1850 (ancienne collection William H Herriman (en))[31].
  - Frick Collection, La Rivière, huile sur toile 0,432 x 0,584.
  - Metropolitan Museum of Art : 
    - Vallée de la Loire, huile sur bois, 0,273 × 0,489, après 1831[32] ;
    - Vaches traversant un gué, huile sur toile, 0,36 x 0,62[18] ;
    - Paysage avec bétail dans le Limousin, huile sur toile, 0,79 x 1,31, 1837[33] ;
    - Cour de ferme avec canards, dessin, 0,305 x 0,457.
- Memphis, Brooks musée d'art : Pastoral scene (en anglais, traduction nécessaire), huile sur toile, (2,2 x 92,7 x 8,3 centimètre)[30].
- Palo Alto, Iris & B. Gerald Cantor Center for Visual Arts : Traversée du pont, dessin, 1839.
- Pasadena : Norton Simon Museum[30].
- Providence (Rhode Island), Rhode Island School of Design Museum :
  -     - Vaches s'abreuvant, peinture, 0,156 x 0,216 ;
    - Paysage, peinture, 0,168 x 0,413 ;
    - Le vieux moulin, peinture, 0,241 x 0,324[23].
- Rochester (New York), Memorial Art Gallery[30].
- Saint-Louis :
  - Mildred Lane Kemper Lane Museum (en) [réf. nécessaire].
  - musée d'art de Saint-Louis : Paysage avec vache, huile sur toile, 0,413 × 0,705, 1872
- San Francisco, San Francisco De Young Museum[34] :
  - Paysage, huile sur toile, 0,43 x 0,59 ;
  - Paysage (Haying time), huile sur toile, 0,66 x 1,05.
- Washington :
  - National Gallery of Art : Le Vieux chêne, huile sur toile, 0,321 × 0,415, vers 1870[35].
  - Smithsonian American Art Museum[30].
- Wellesley (Massachusetts), Davis Museum (en)[30].
- Woodstock (Vermont), Marsh-Billings-Rockefeller National Historical Park (en), Paysage avec bétail, huile sur toile, 0,35 x 0,40, après 1840[36].

Jules Dupré dans les collections des États-Unis : Walters Art Museum de Baltimore (WAM), musée des Beaux-Arts de Boston (MBAB), Art Institute if Chicagp (AIC), Cleveland Museum of Art (CMA), Bass Museum (BASS), Minneapolis Institute of Art (MIA), Brooklyn Museum (BM), Frick Collection (FC), Metropolitan Museum of Art (MET), Rhode Island School of Design Museum (RISDM), Musée d'art de Saint-Louis (SLAM), National Gallery of Art (NGA)
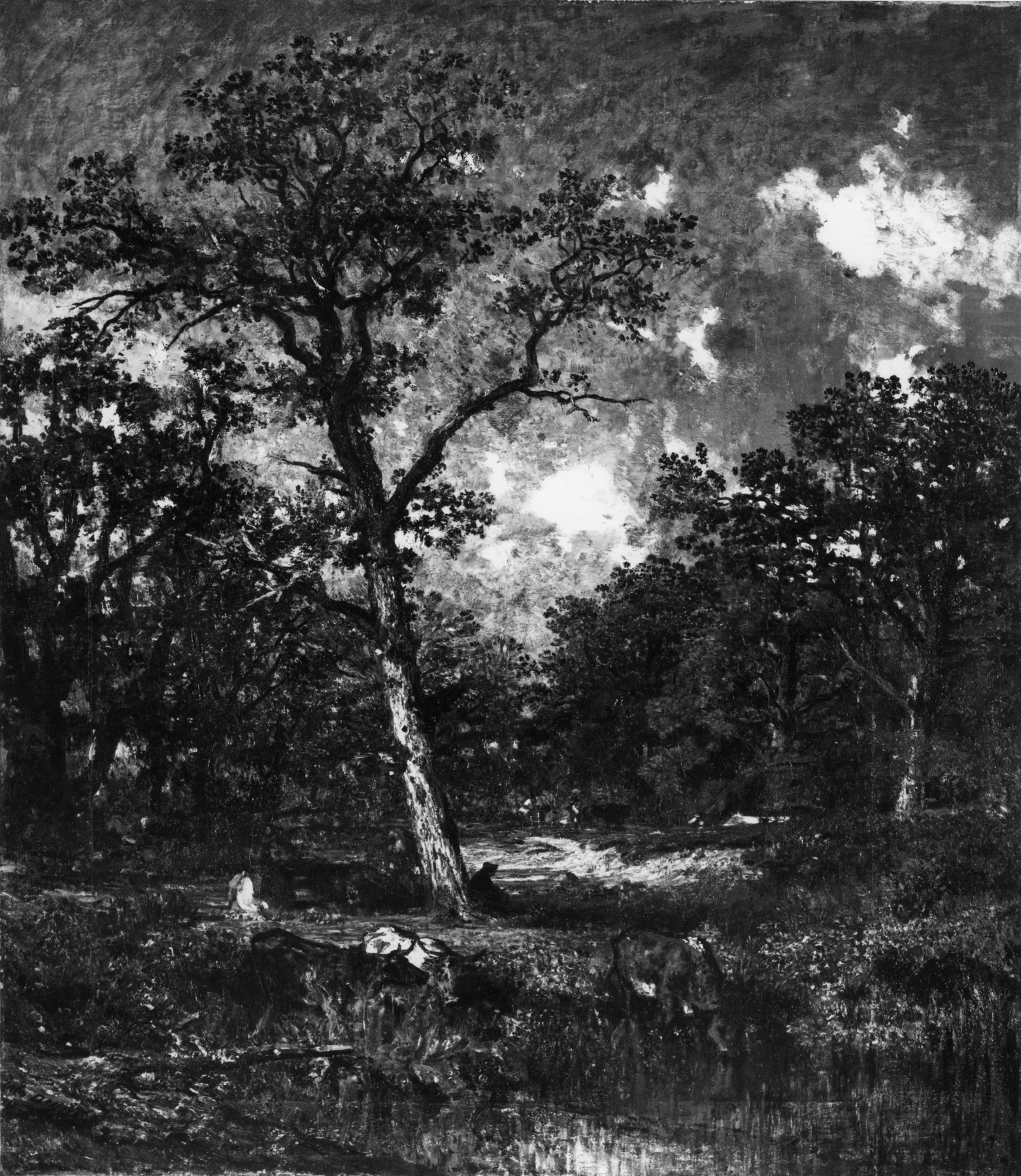
Le vieux chêne (WAM)
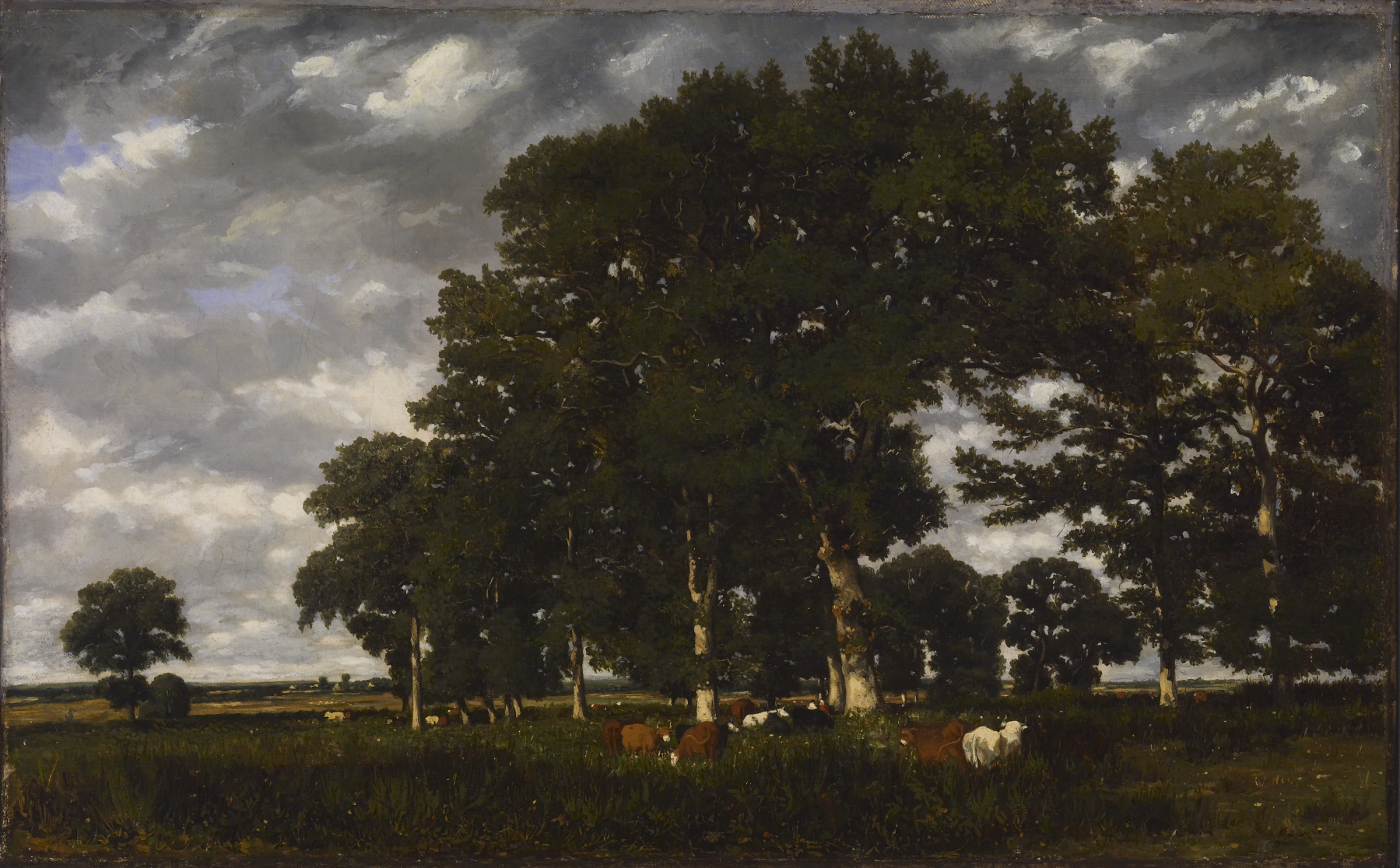
Une belle journée (WAM)
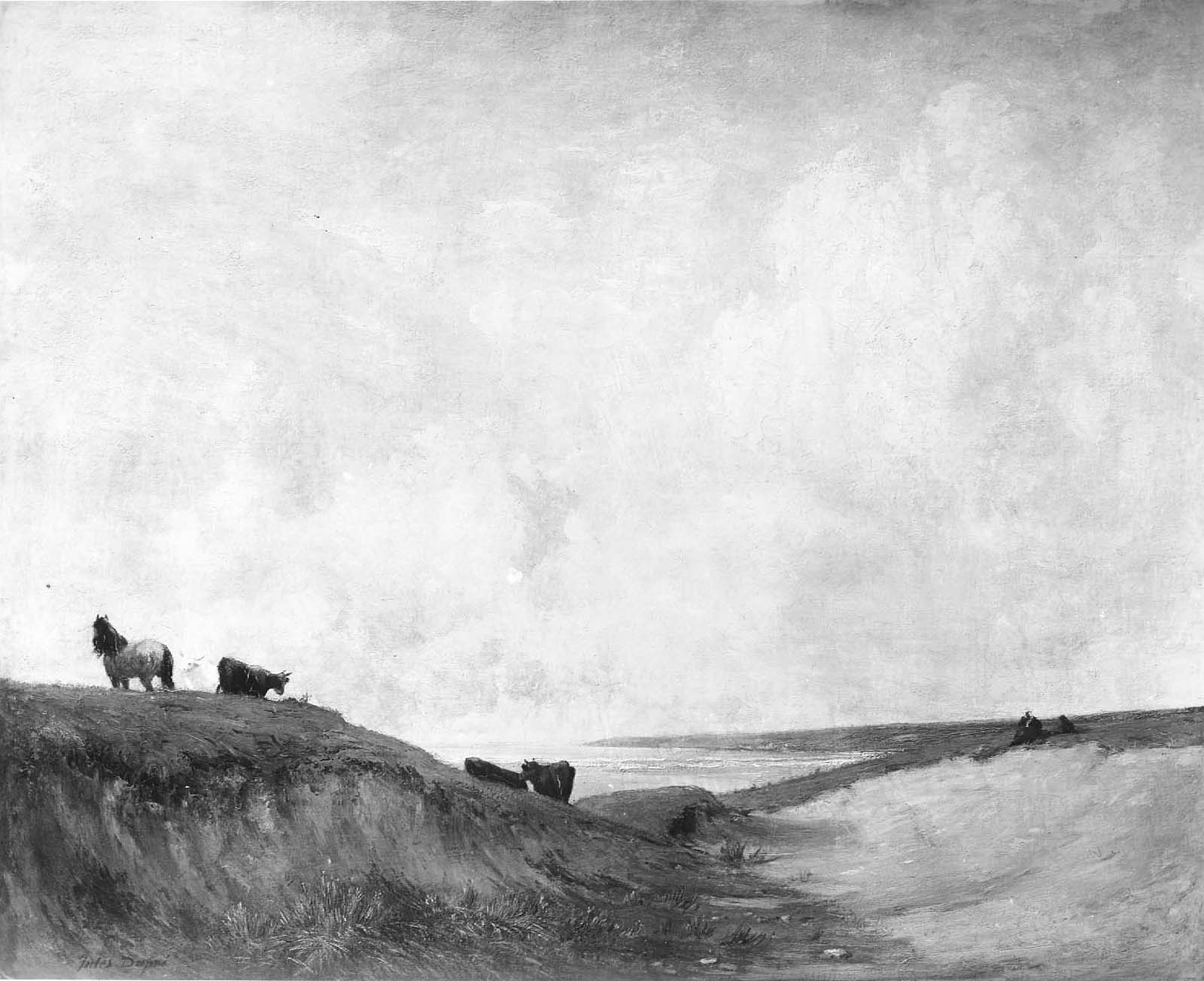
Bétail sur les dunes (MBAB)
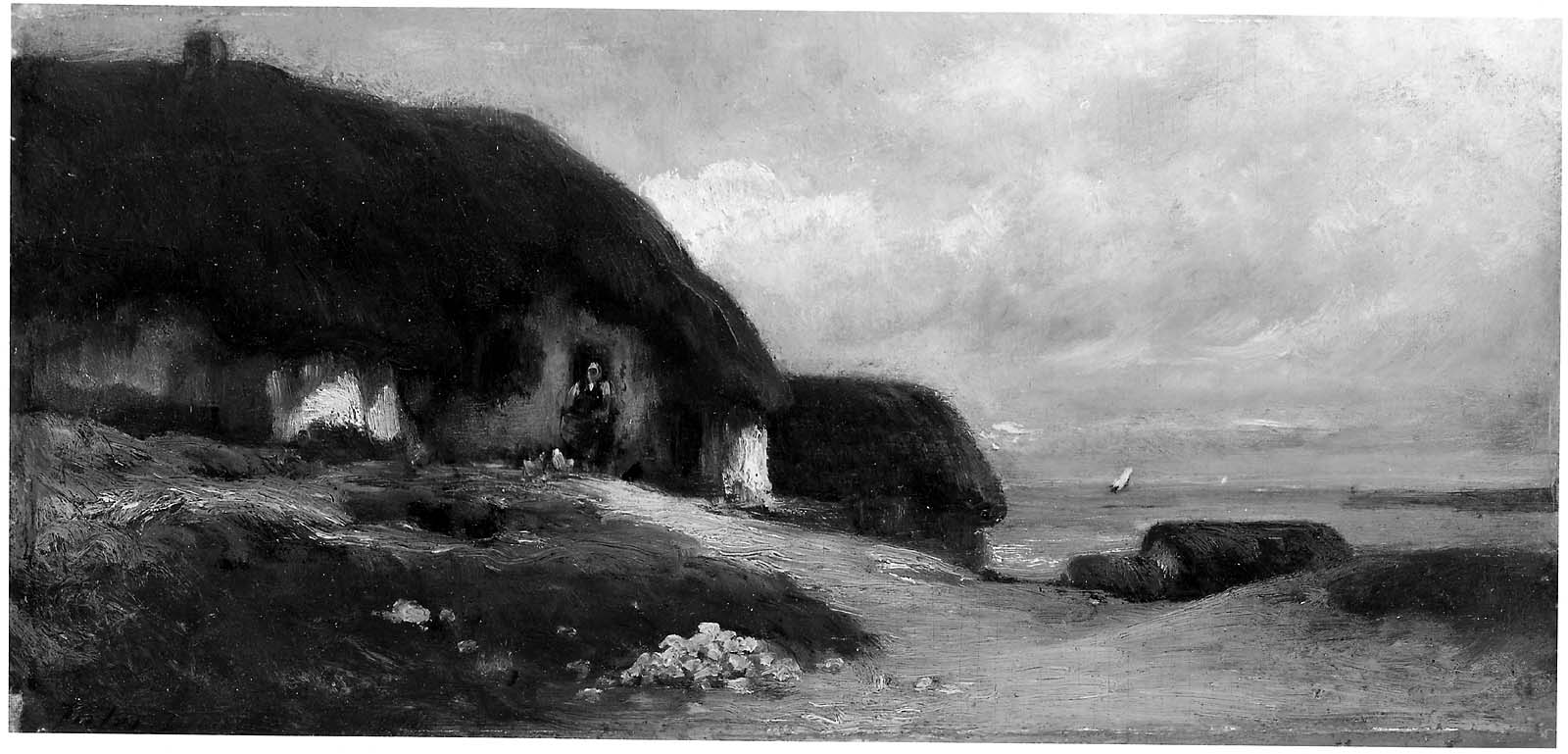
Chaumières en bord de mer (MBAB)
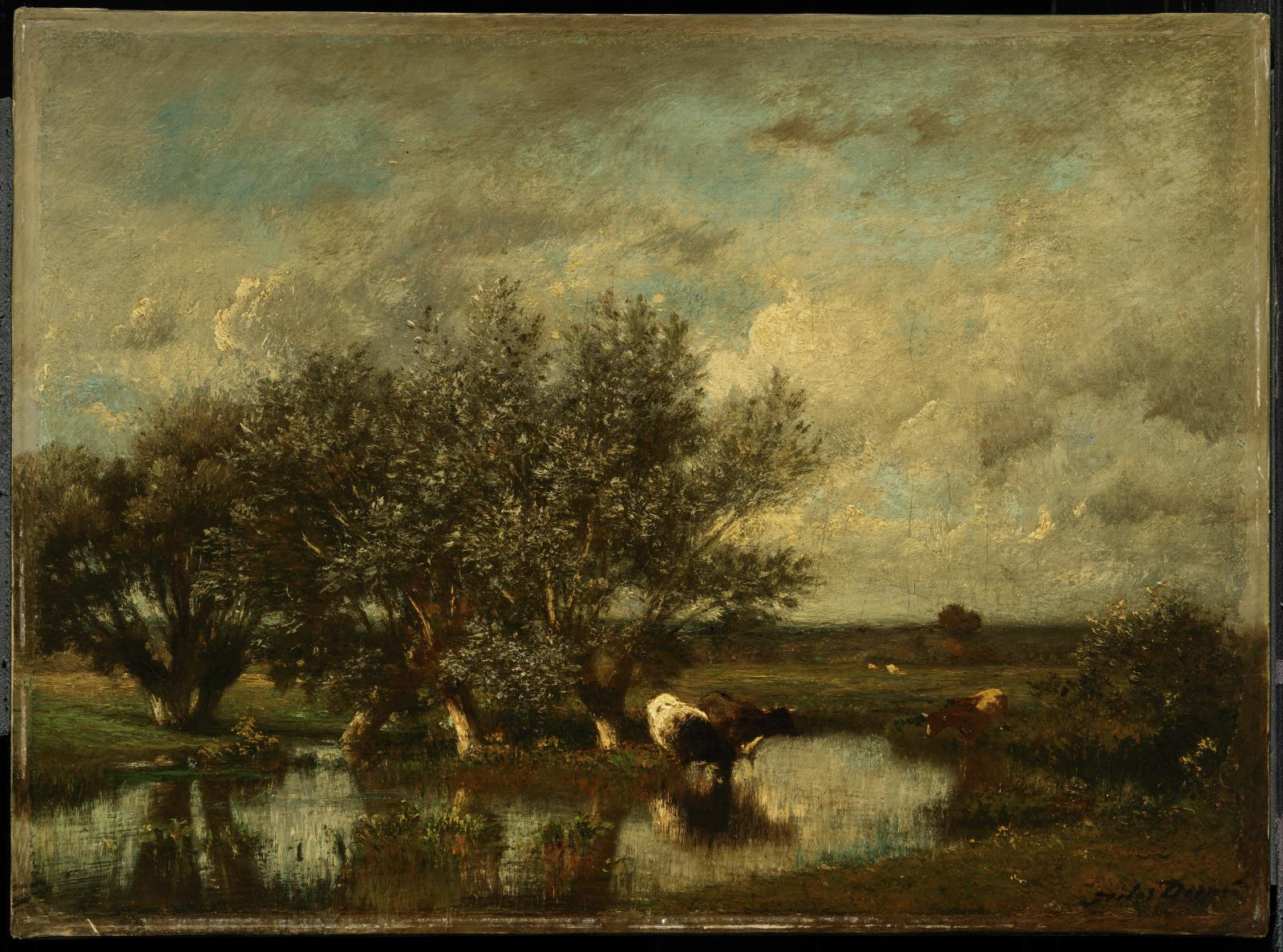
Mare (MBAB)
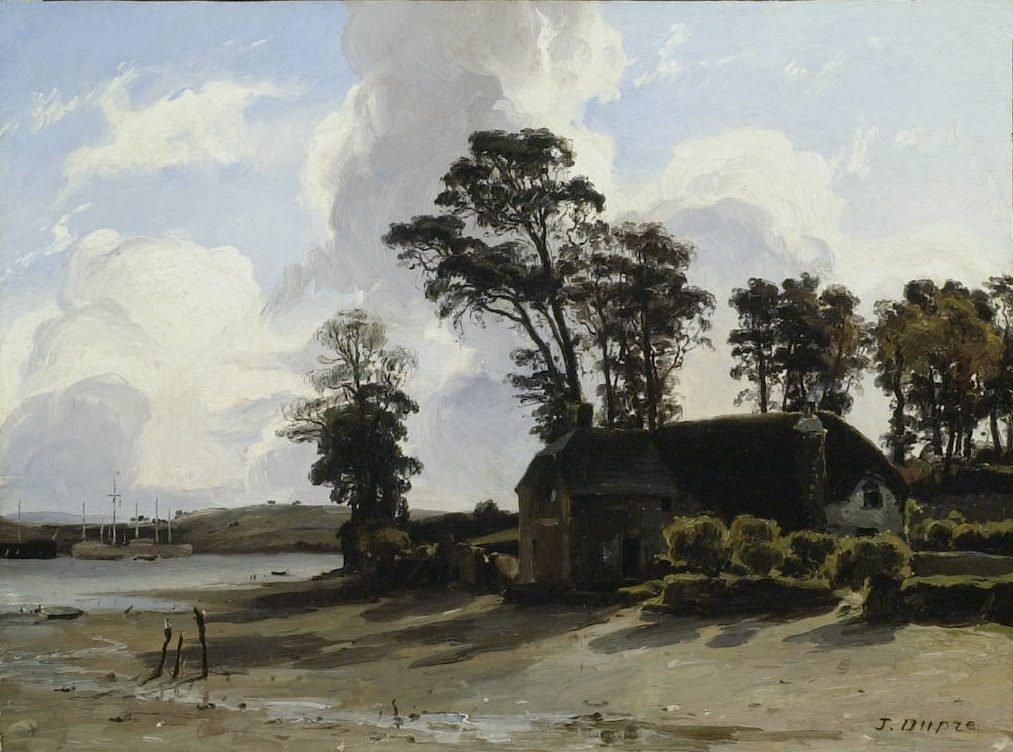
La Ferme de l'estuaire (AIC)
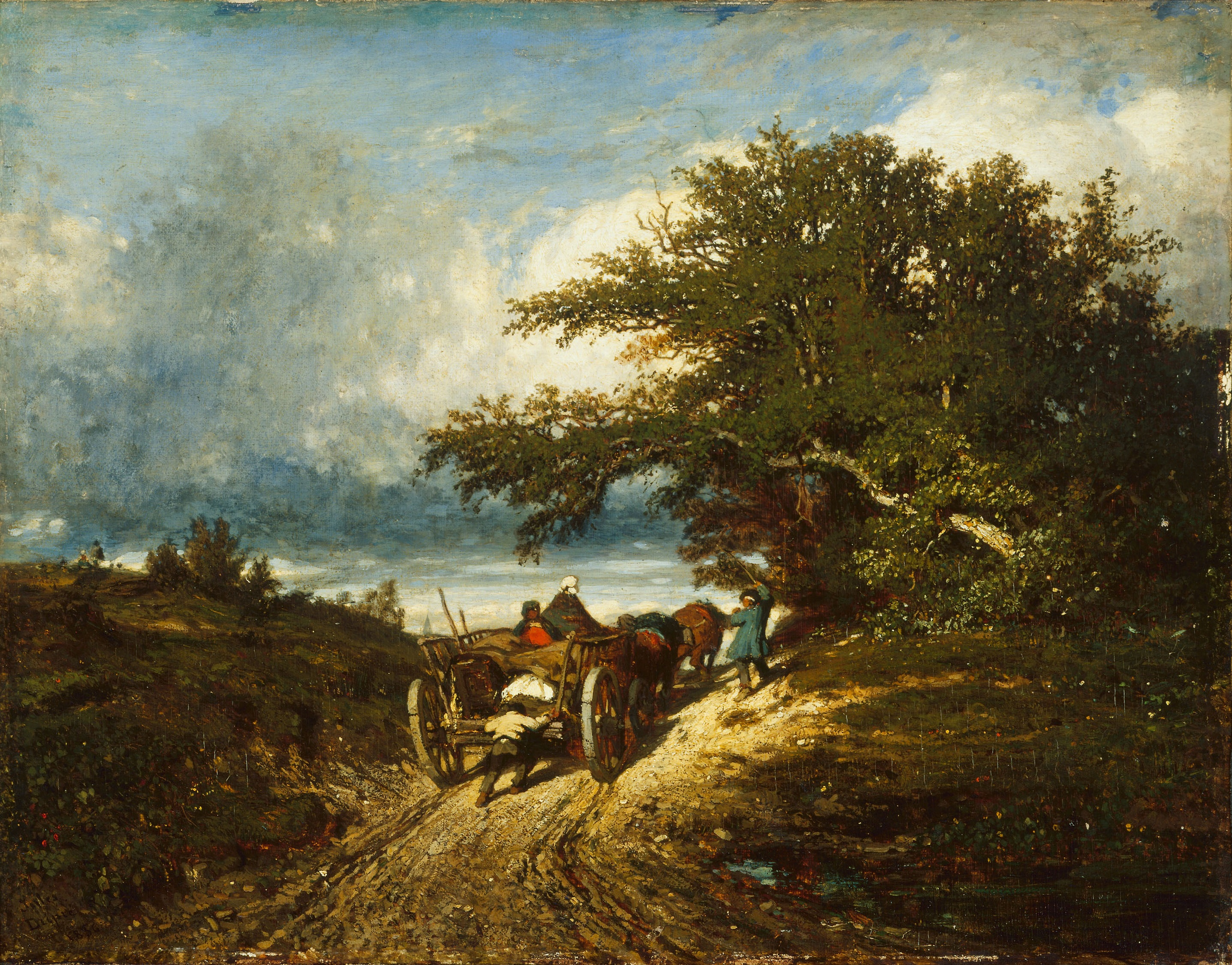
Charrette en chemin (AIC)
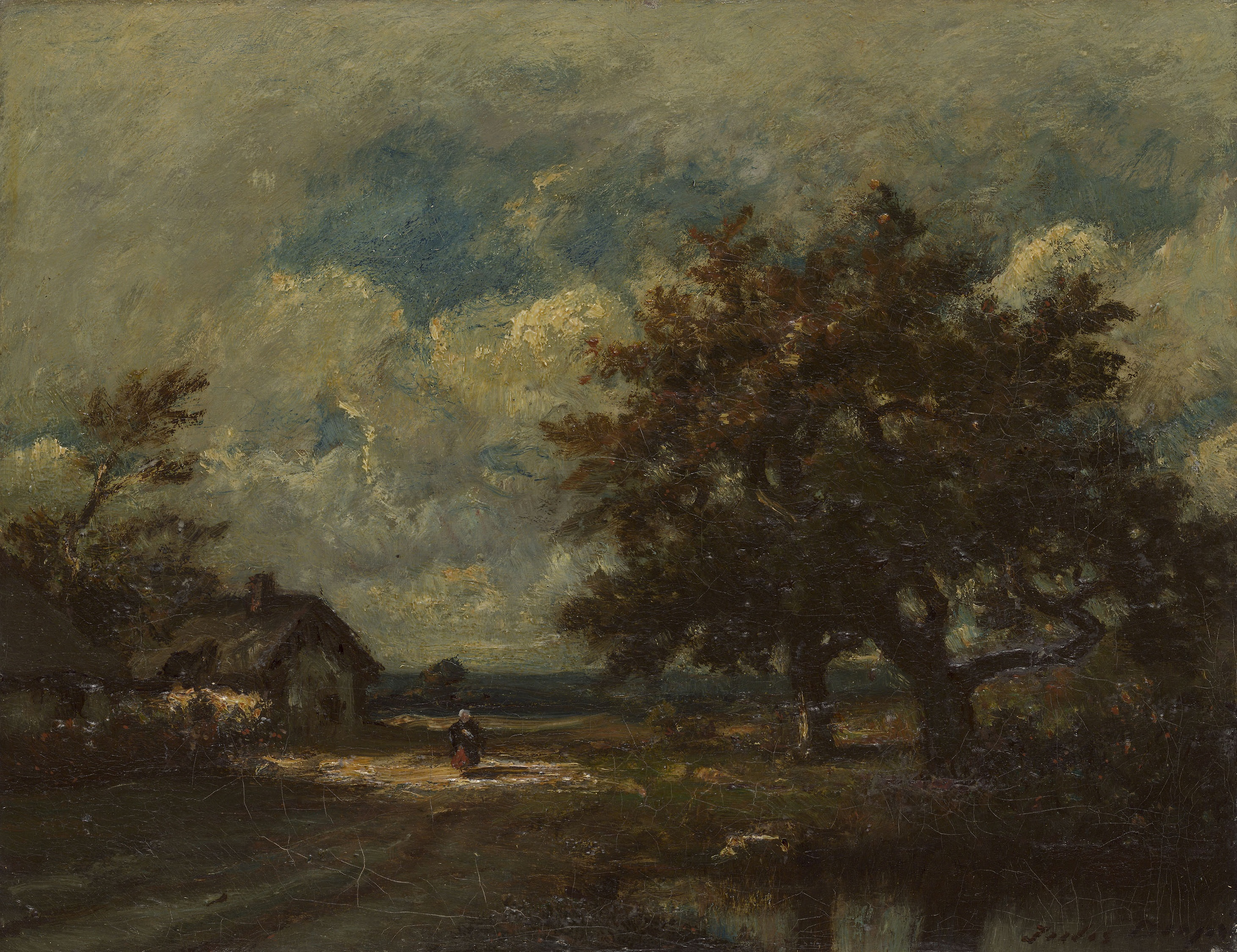
La chaumière au bord de la route, ciel nuageux (AIC)
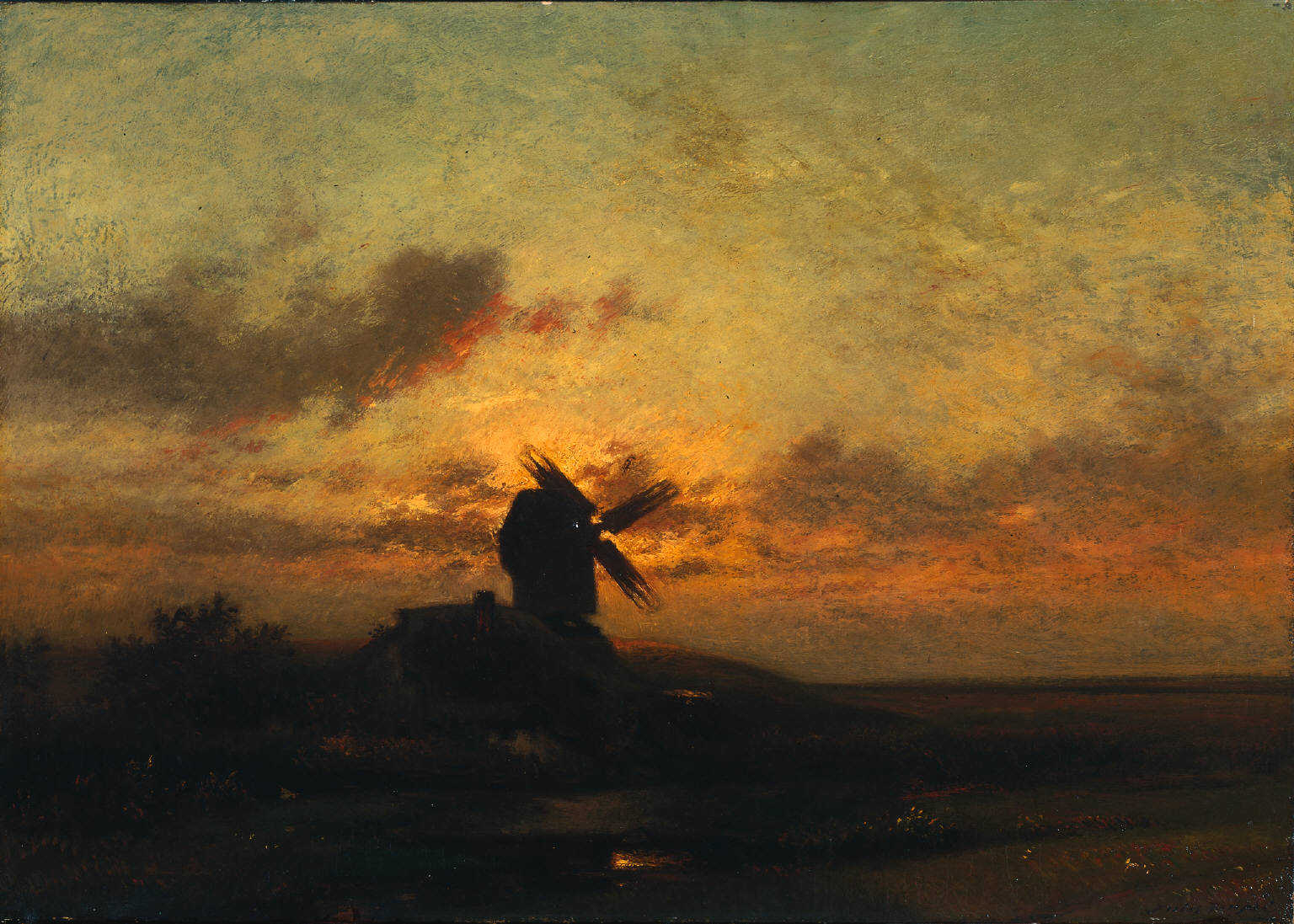
Le moulin à vent (CMA)
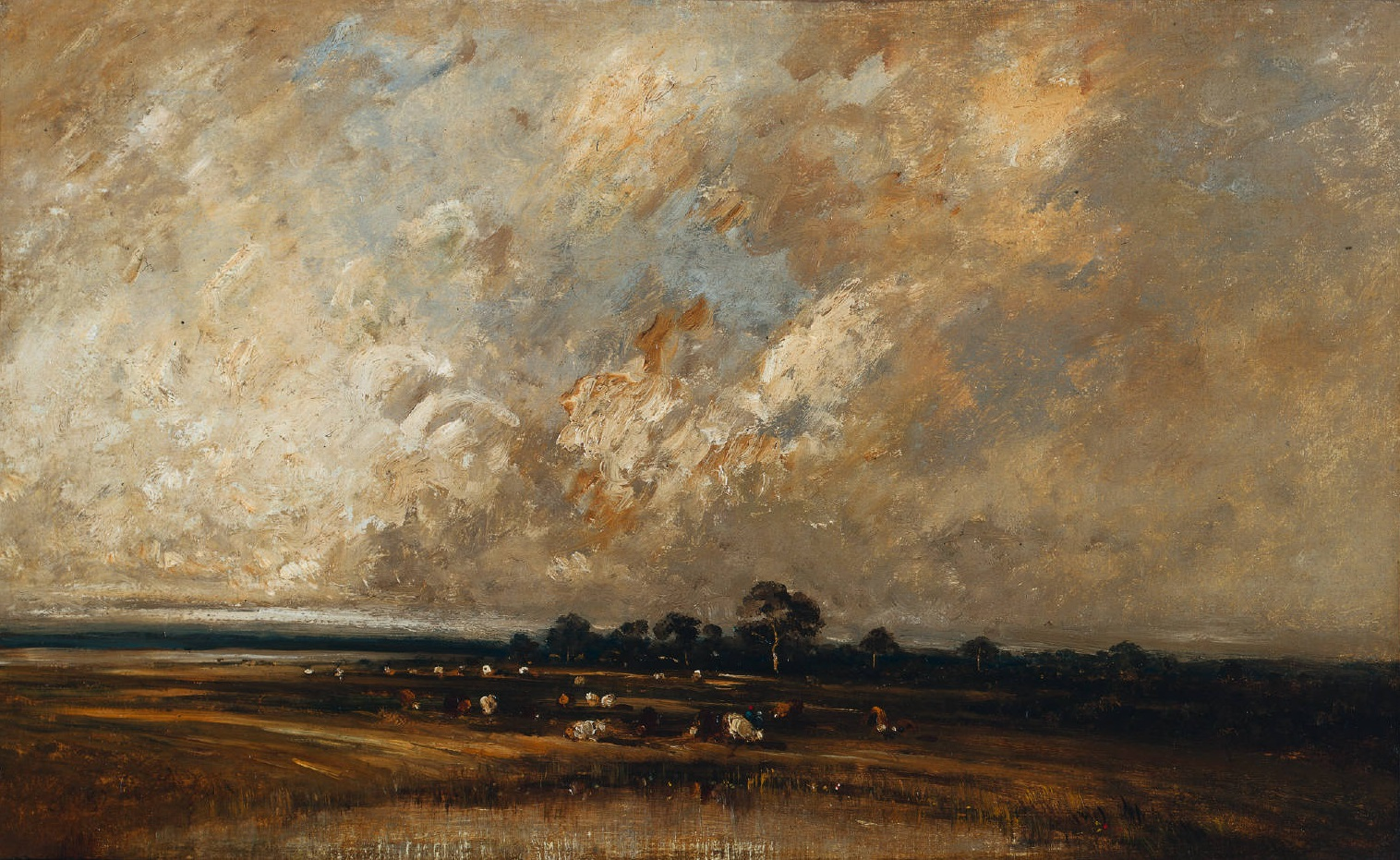
Paysage (CMA)
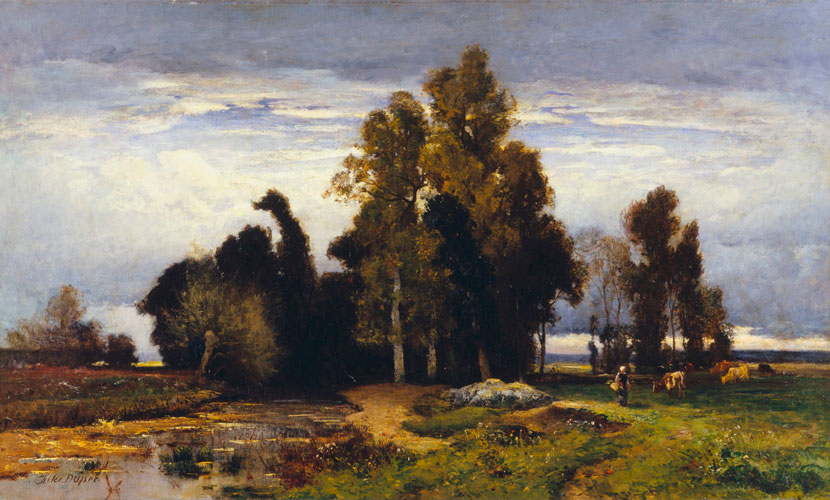
Paysage à Barbizon (BASS)
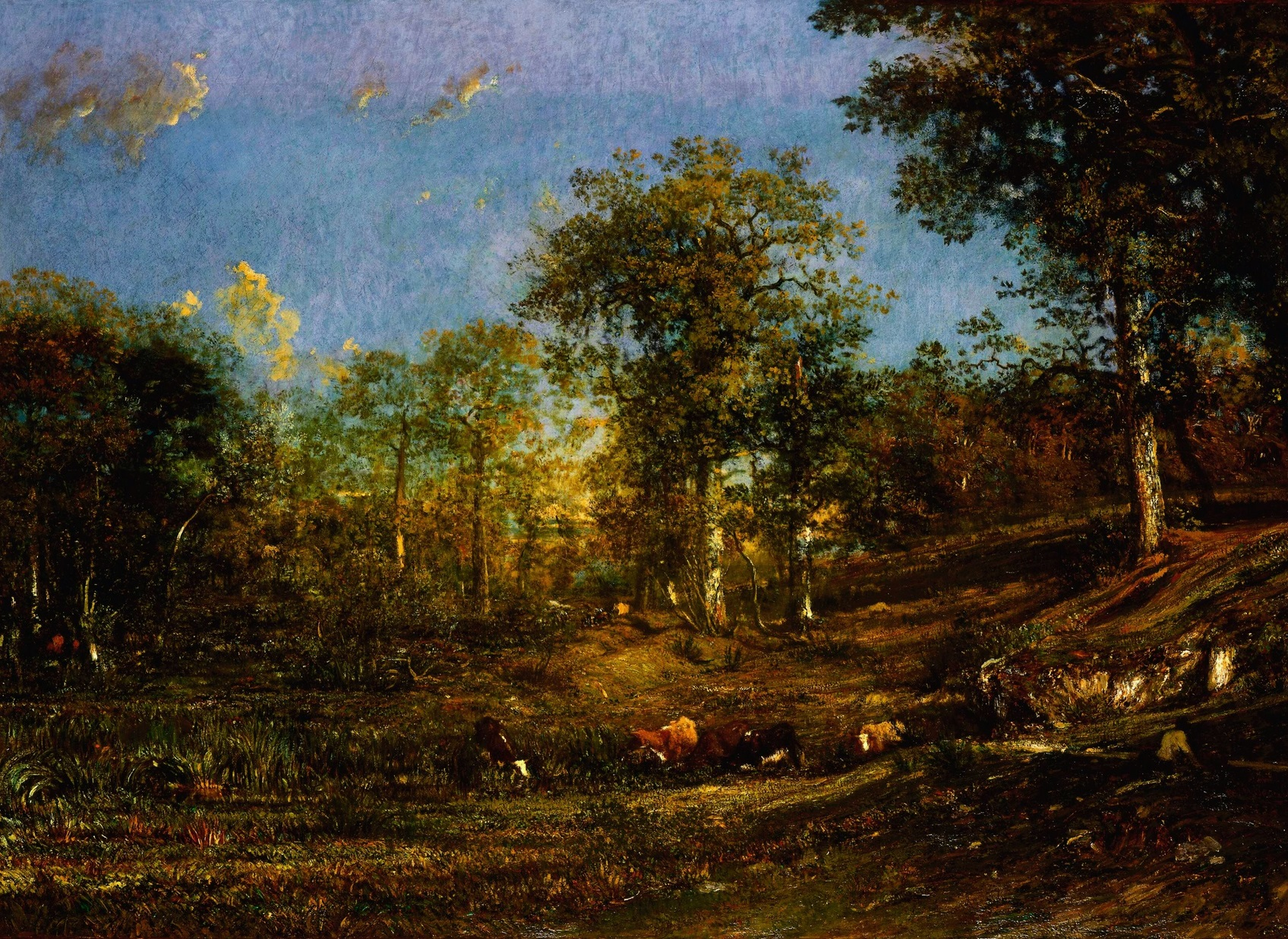
Vue sur les pâturages du Limousin (MIA)
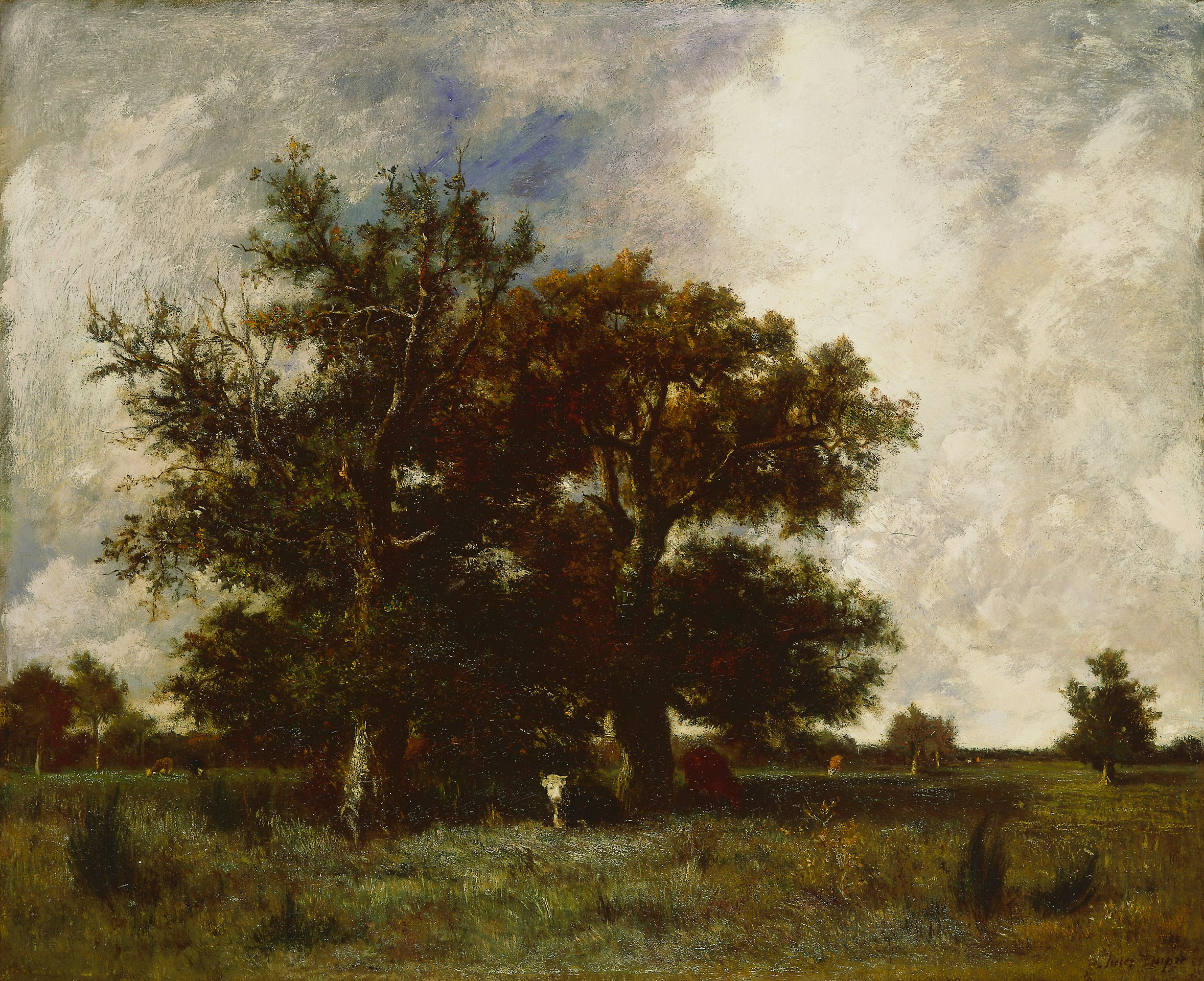
Chênes à Fontainebleau (MIA)
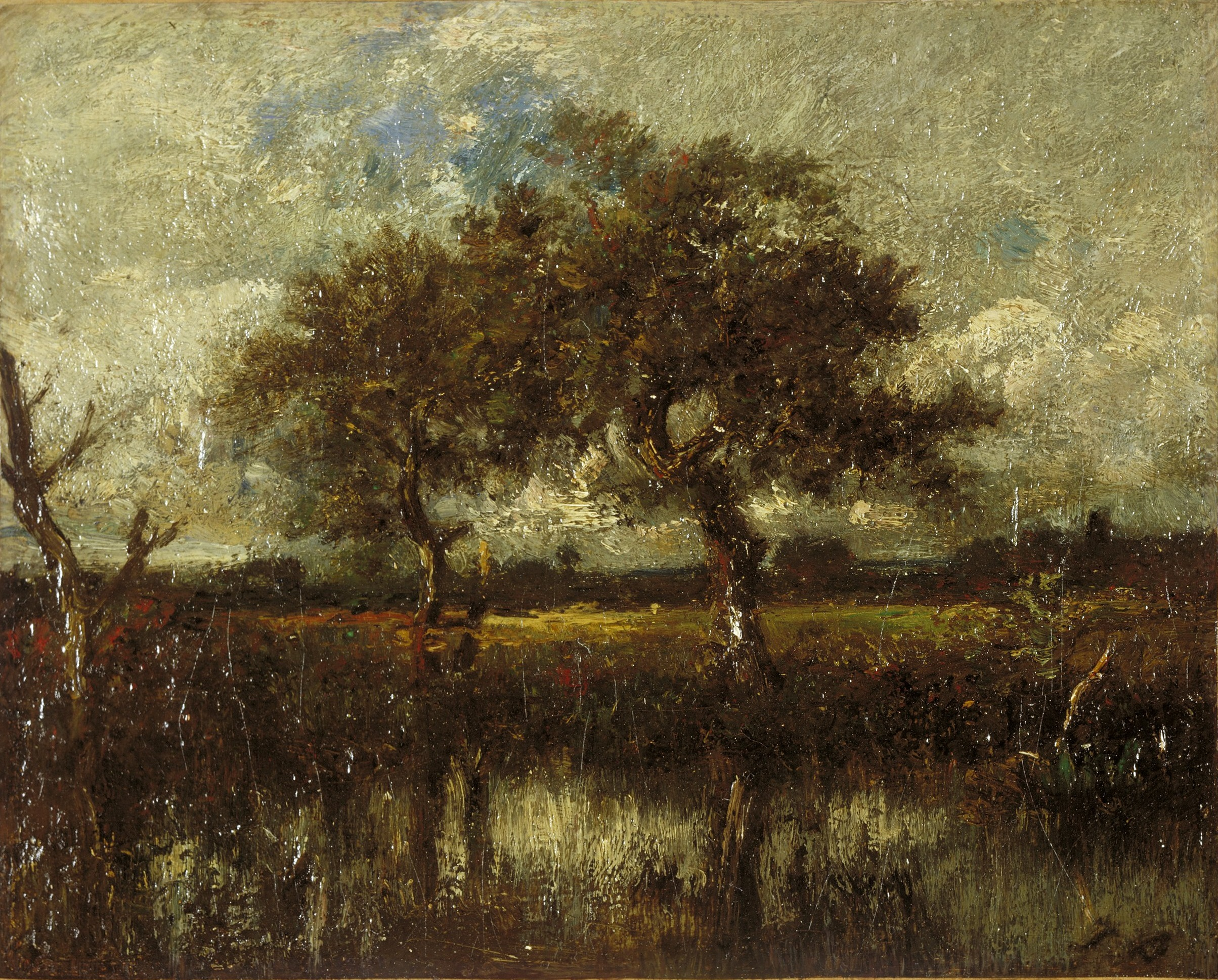
Sans titre (paysage) (MIA)
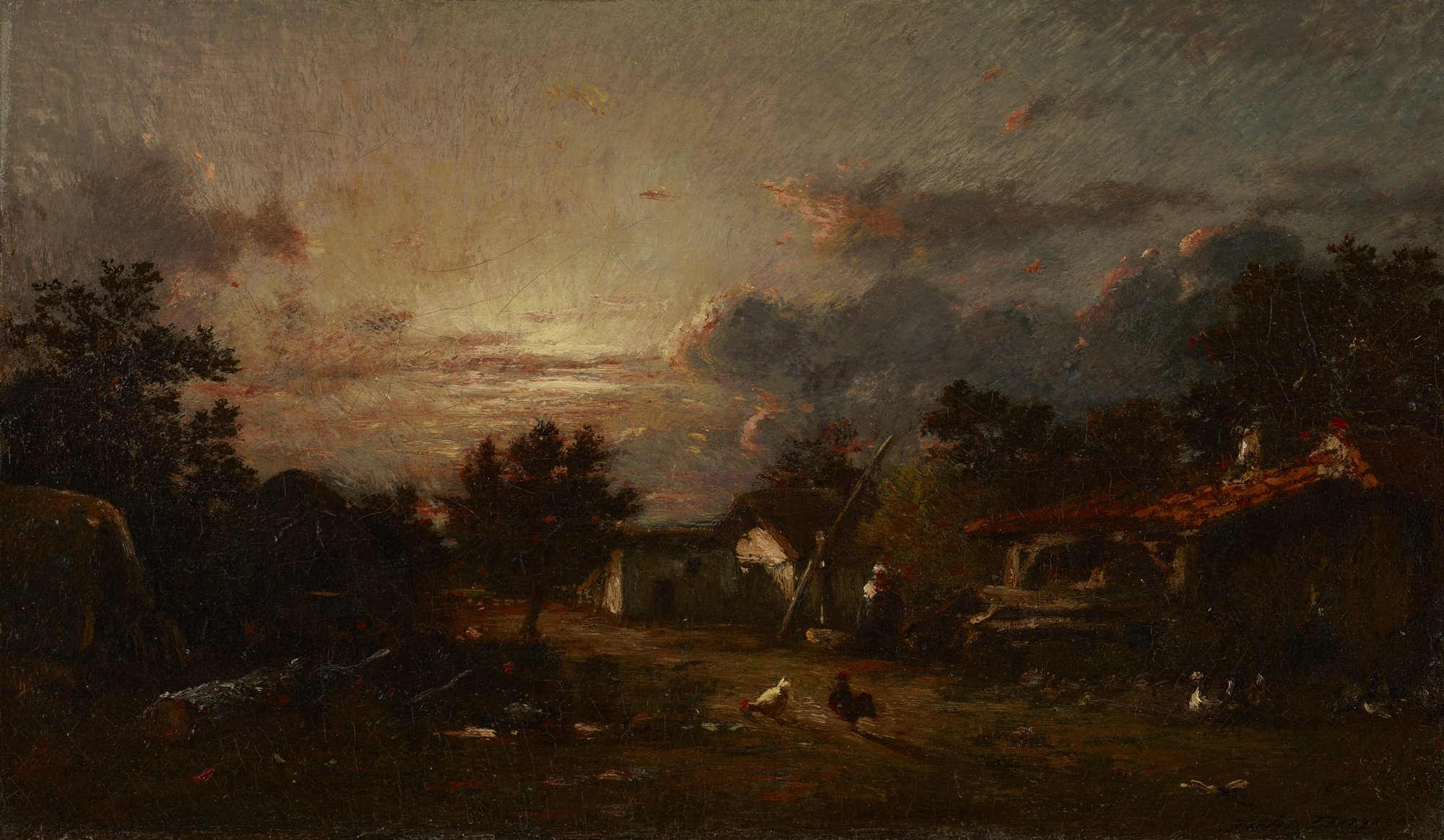
Scène de village, coucher de soleil (MIA)
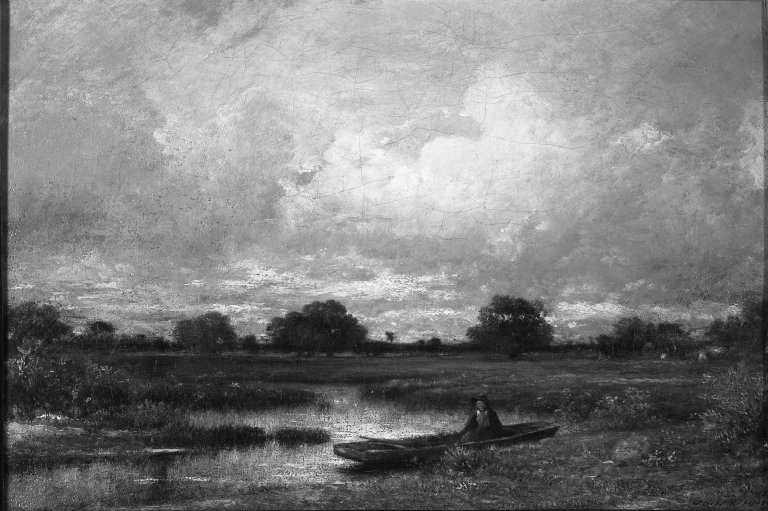
Sur le marais (BM)
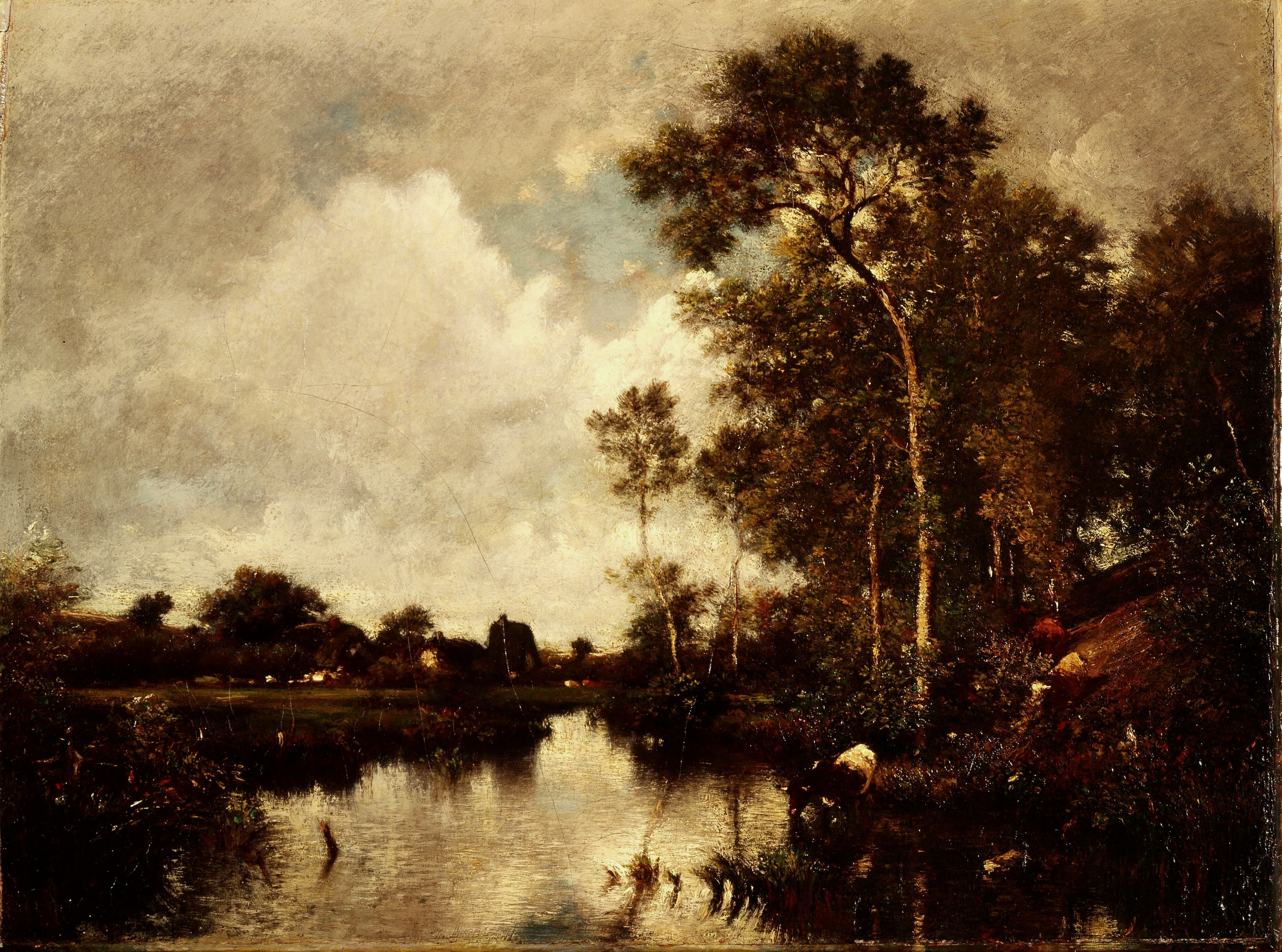
La rivière (FC)
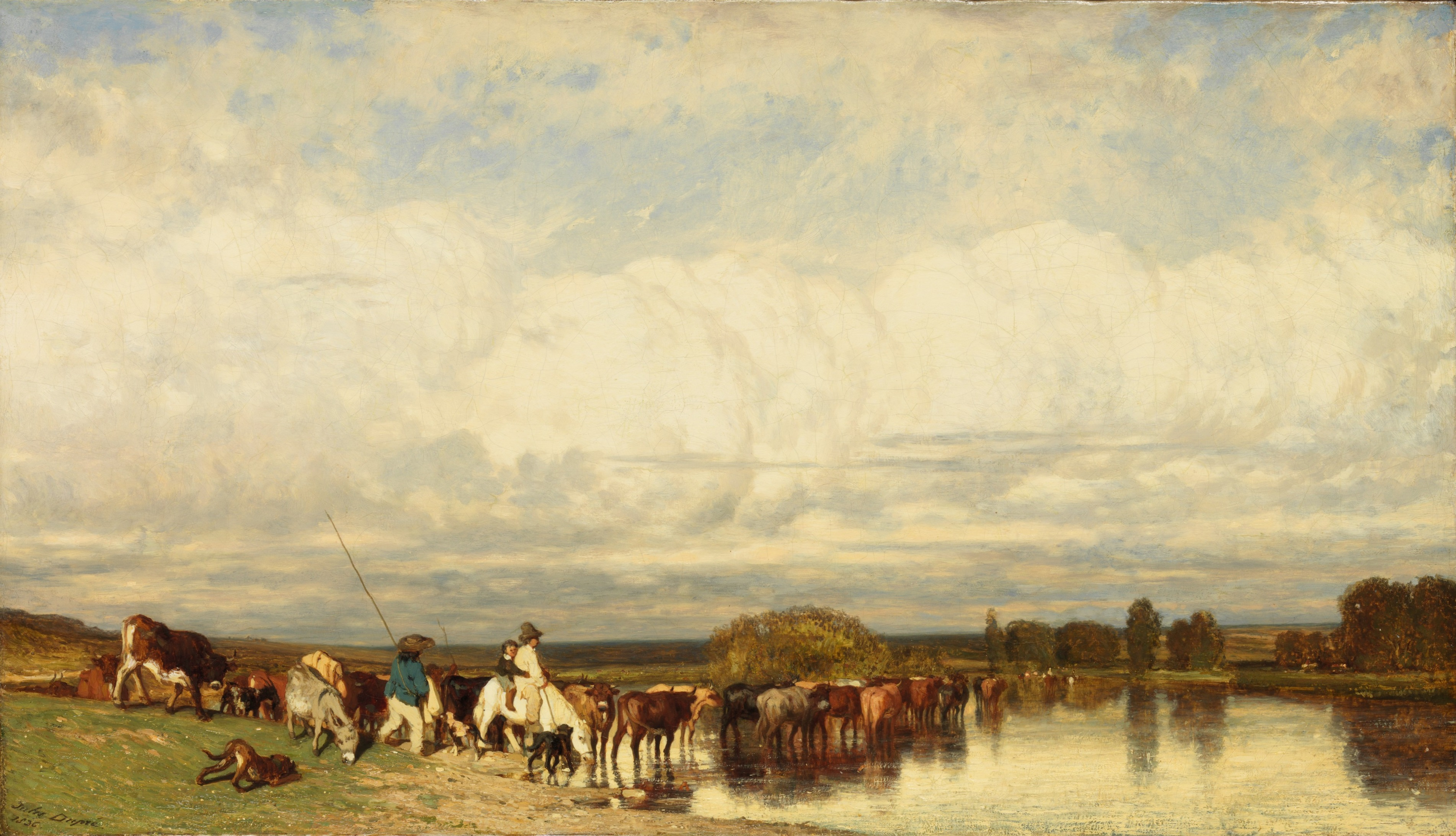
Vaches traversant un gué (MET)
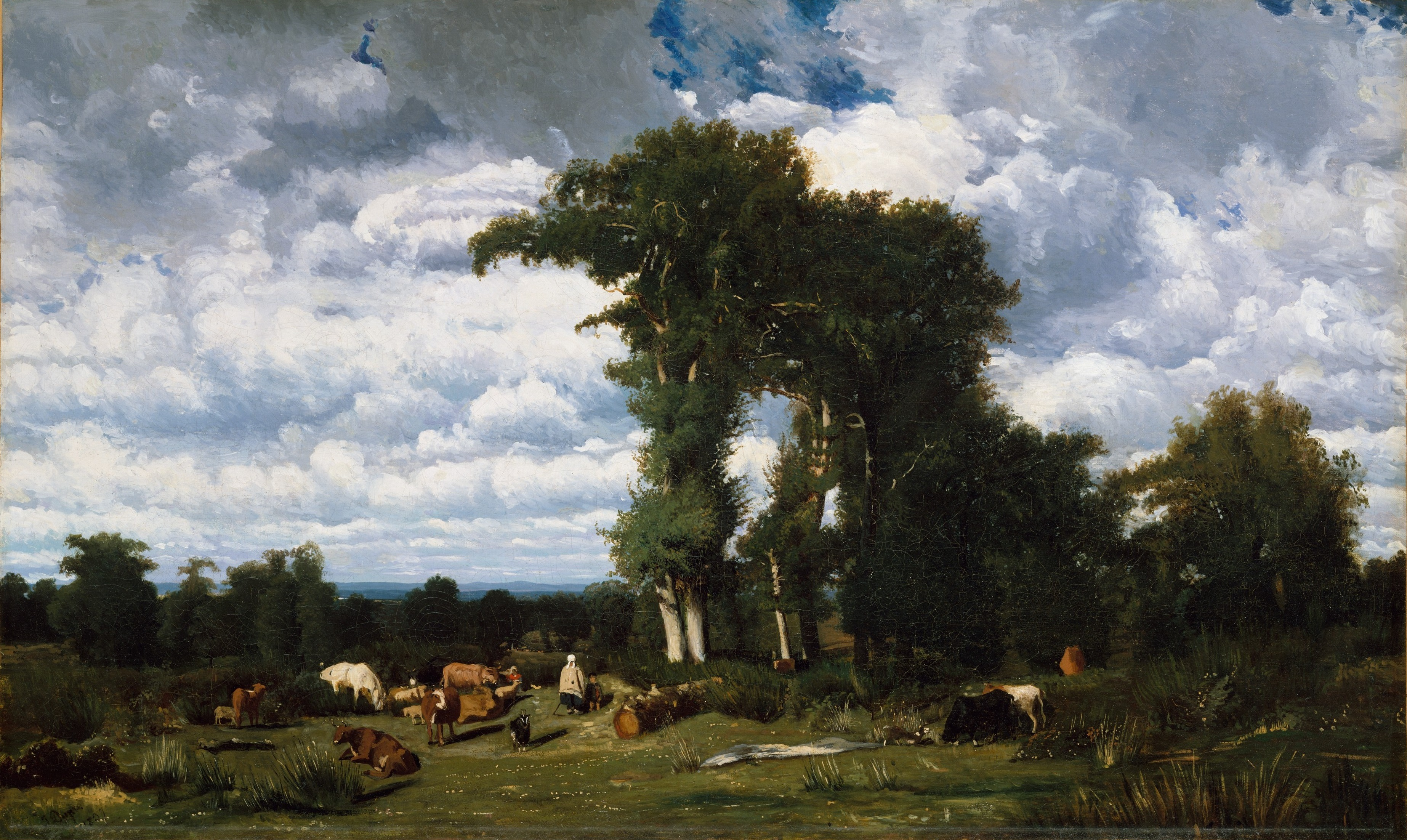
Paysage avec bétail dans le Limousin (MET)
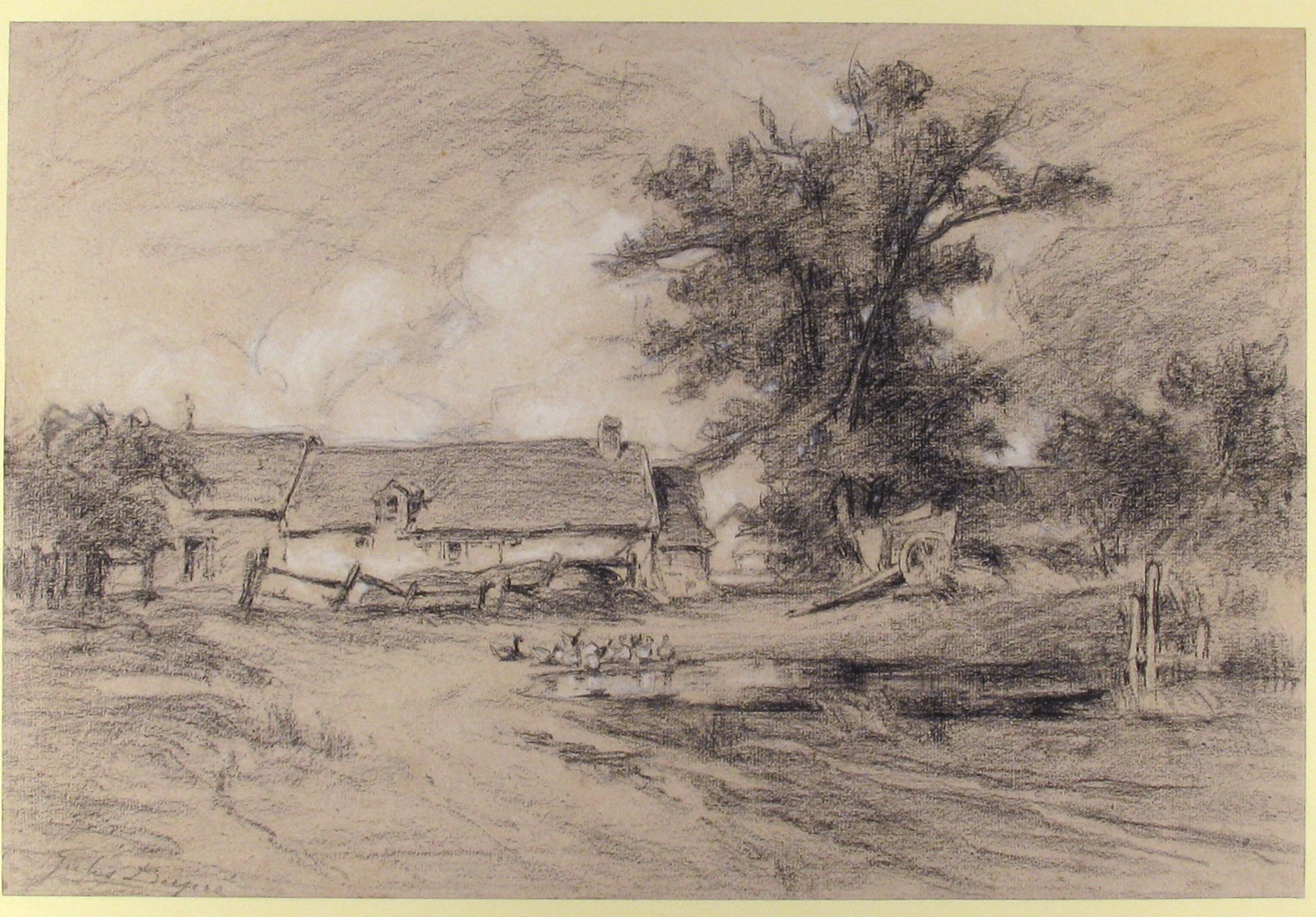
Cour de ferme avec canards (MET)
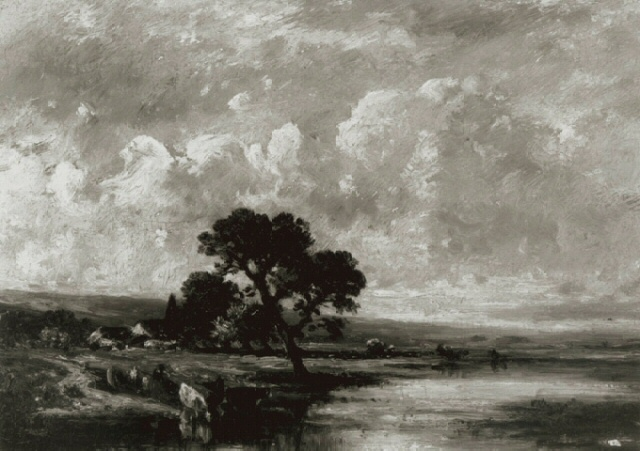
Vaches s'abreuvant (RISDM)
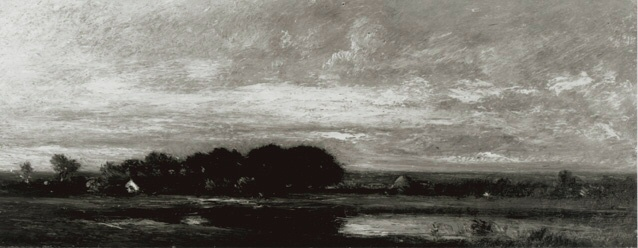
Paysage (RISDM)
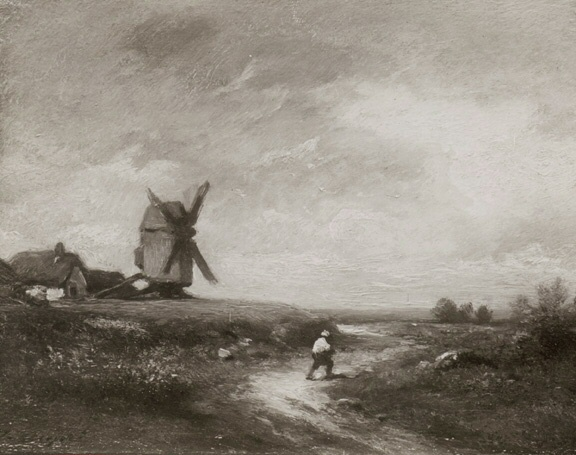
Le vieux moulin (RISDM)
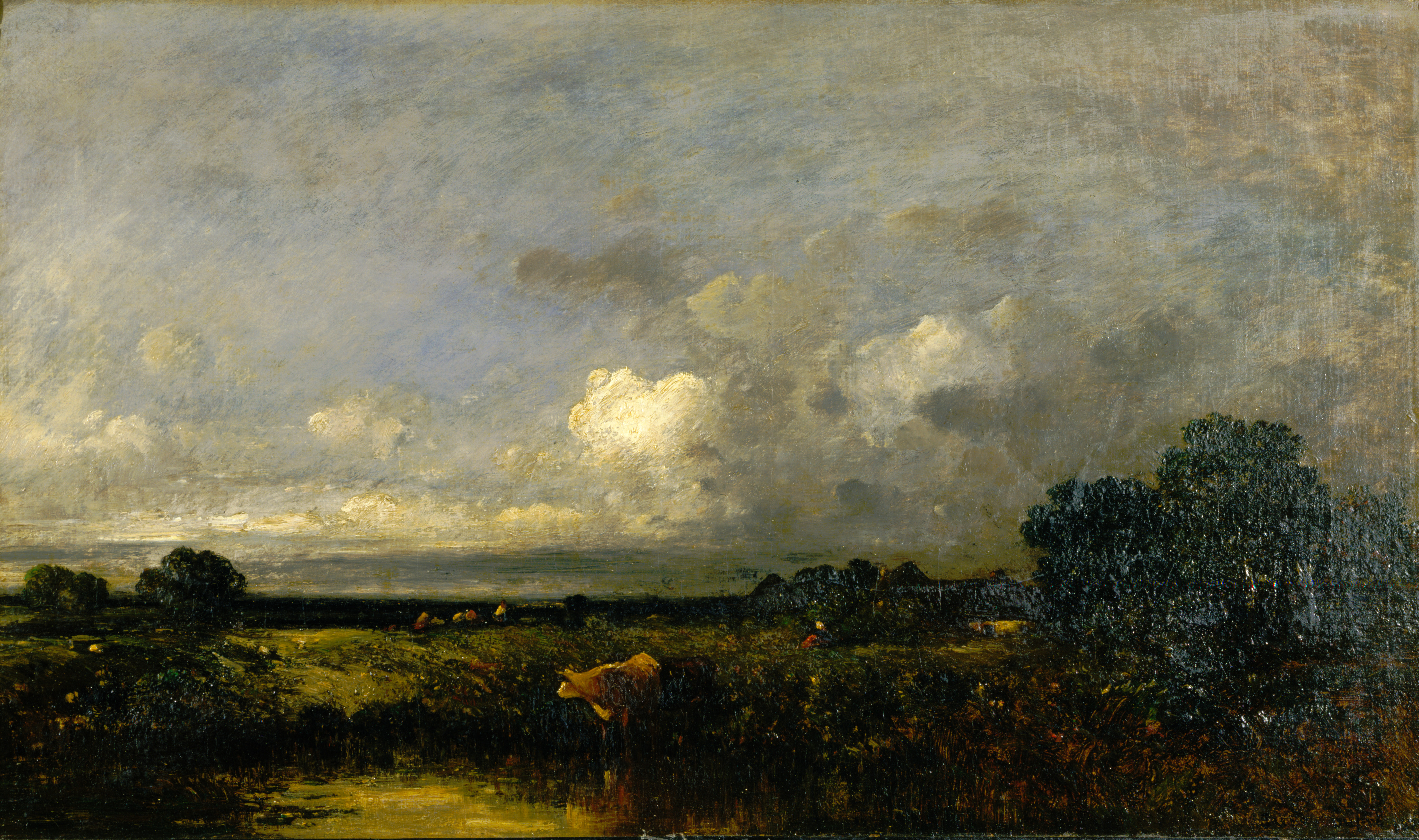
Paysage avec vache (SLAM)
Le vieux chêne (NGA)

### France
- Agen, musée des Beaux-Arts [réf. nécessaire]
- Alençon, musée des Beaux-Arts et de la Dentelle [réf. nécessaire]
- Angoulême, musée d'Angoulême
- Bagnères-de-Bigorre, musée Salies
- Bayonne, musée Bonnat-Helleu [réf. nécessaire]
- Beauvais :
  - hôtel de la préfecture de l'Oise : Paysage, huile sur bois, 0,235 × 0,33.
  - musée départemental de l'Oise :
    - Moulin et champ de blé, huile sur papier et toile, 0,45 × 0,375 ;
    - La Vache blanche, huile sur toile, 0,10 × 0,20.
- Châlons-en-Champagne, musée des Beaux-Arts et d'Archéologie :
  - Paysage aux vieux chênes, huile sur toile.
- Chantilly, musée Condé[30] : 
  - Le Port saint Nicolas à Paris, huile sur toile, 0,38 × 0,46 ;
  - Soleil couchant, huile sur toile, 0,89 × 1,17.
- Dijon :
  - musée Magnin : La Mare, huile sur toile, 0,405 × 0,33.
  - musée des Beaux-Arts : 
    - L'Abattage des arbres, vers 1840, huile sur toile, 38 x 46 cm[37].
    - Chaumière à Becquigny, peinture[30].
- Évreux, Musée d'Art, d'Histoire et d'Archéologie : Paysage maritime, huile sur carton, 0,23 × 40,8 cm.
- Flers-de-l'Orne, musée du château de Flers.
- Grenoble, musée de Grenoble.
- Laval, musée du Vieux-Château : Paysage avec figures, huile sur toile, 0,65 × 0,575.
- Lille, palais des Beaux-Arts : La Bataille d'Hondschoote, huile sur toile, 3,70 × 4,48. Les paysages sont de Jules Dupré et les personnages ont été peints par Eugène Lami.
- Lisieux, musée d'Art et d'Histoire.
- L'Isle-Adam, musée d'Art et d'Histoire Louis-Senlecq : une centaine d'œuvres (peintures, sculptures, estampes)[38], dont :
  - Environs de Southampton, huile sur toile 1,15 x 1,84[39] ;
  - Autoportrait au chevalet, huile sur toile, 0,46 x 0,38[40].
- Lyon, musée des Beaux-Arts : Marine, huile sur toile, 0,555 × 0,85.
- Marseille, musée Grobet-Labadié :
  - Paysage, effet de nuit, huile sur carton et toile, 0,15 × 0,18 ;
  - Rivière au soleil couchant, huile sur bois, 0,079 × 0,167.
- Montpellier, musée Fabre, Le jour ni l'heure 'paysage), peinture, vers 1870[30].
- Nantes : 
  - Musée d'Arts de Nantes ;
  - Musée départemental Thomas-Dobrée, Paysage d'automne, peinture, 89 x 116 (ancienne collection Thomas Dobrée)[41].
- Nemours, Château-Musée de Nemours : 
  - Ensemble de paysages, XIXe siècle, dessin au crayon[42],[43],[44],[45].
- Nice, musée des Beaux-Arts.
- Paris :
  - Mobilier national : L'Automne, huile sur toile, 0,32 × 0,46.
  - musée national Eugène-Delacroix : La Plaine, dessin.
  - musée du Louvre :
    - Bords de rivière, huile sur bois, 0,152 × 0,255 ;
    - L'Abreuvoir et le grand chêne, huile sur toile, 0,82 × 1,20 ;
    - L'Étang, huile sur toile, 0,55 × 0,65 ;
    - La Ferme, huile sur toile, 0,225 × 0,35 ;
    - Les Landes, huile sur toile, 0,66 × 0,925[46] ;
    - Marine, huile sur toile, 0,89 × 1,155 ;
    - Paysage, huile sur bois, 0,22 × 0,435 ;
    - Paysage avec rivière, huile sur bois, 0,245 × 0,42 ;
    - La petite Charrette, huile sur toile, 0,25 × 0,33 ;
    - Portrait de l'artiste, huile sur toile, 0,555 × 0,465 ;
    - Portrait de Madame Seraille, tante de l'artiste, huile sur toile, 0,63 × 0,52 ;
    - Soleil couchant après l'orage, huile sur bois, 0,47 × 0,565, 1851 (ancienne collection Georges Thomy-Thiéry)[47] ;
    - Soleil couchant sur un marais, huile sur bois, 0,52 × 0,76 ;
    - Vaches au bord de l'eau, huile sur bois, 0,24 × 0,325 ;
    - Cour de ferme, dessin ;
    - Homme assis, coiffé d'un chapeau à larges bords, dessin ;
    - Vue prise aux environs de Torcy-le-Petit  (Aube), dessin.

  - musée d'Orsay :
    - Le Chemin de la ferme, huile sur toile, 0,305 × 0,54 ;
    - Le Chêne, huile sur toile, 0,60 × 0,73 ;
    - La Mare aux chênes, huile sur toile, 1,02 × 0,84, vers 1850-1855 (ancienne collection Alfred Chauchard)[48],[49] ;
    - La Mare près du moulin, huile sur bois, 0,32 × 0,41 ;
    - La Vanne, huile sur toile, 0,51 × 0,69 (ancienne collection Alfred Chauchard)[48],[50].

  - Musée de la Vie romantique : George Sand en costume de Berrichonne dessin aquarellé et gouaché[51].
  - Petit Palais : 
    - Voilier, huile sur toile[52] ;
    - Gros arbre près d'un étang, dessin[53] ;
    - Moulin à vent, dessin[54].
- Pau, musée des Beaux-Arts [réf. nécessaire]
- Reims, musée des Beaux-Arts :  
  - Paysage avec cours d'eau, huile sur panneau, 0,264 x 0,351;
  - "Les moulins à vent", huile sur bois, 0,228 x 0,362.
- Rennes, musée des Beaux-Arts :
  - Paysage, huile sur bois, 0,215 × 0,41 ;
  - Paysage à la mare, huile sur bois, 0,22 × 0,32.
- Rouen, musée des Beaux-Arts : Paysage marin, huile sur toile, 0,735 × 0,92.
- Saint-Lô, musée des Beaux-Arts [réf. nécessaire]
- Saint-Quentin, musée Antoine-Lécuyer [réf. nécessaire]
- Vire, musée municipal[30].

Jules Dupré dans les collections françaises : Musée du Louvre, Paris (ML), Musée d'Orsay, Paris (M0), Musée des Beaux-Arts de Reims (MBAR)
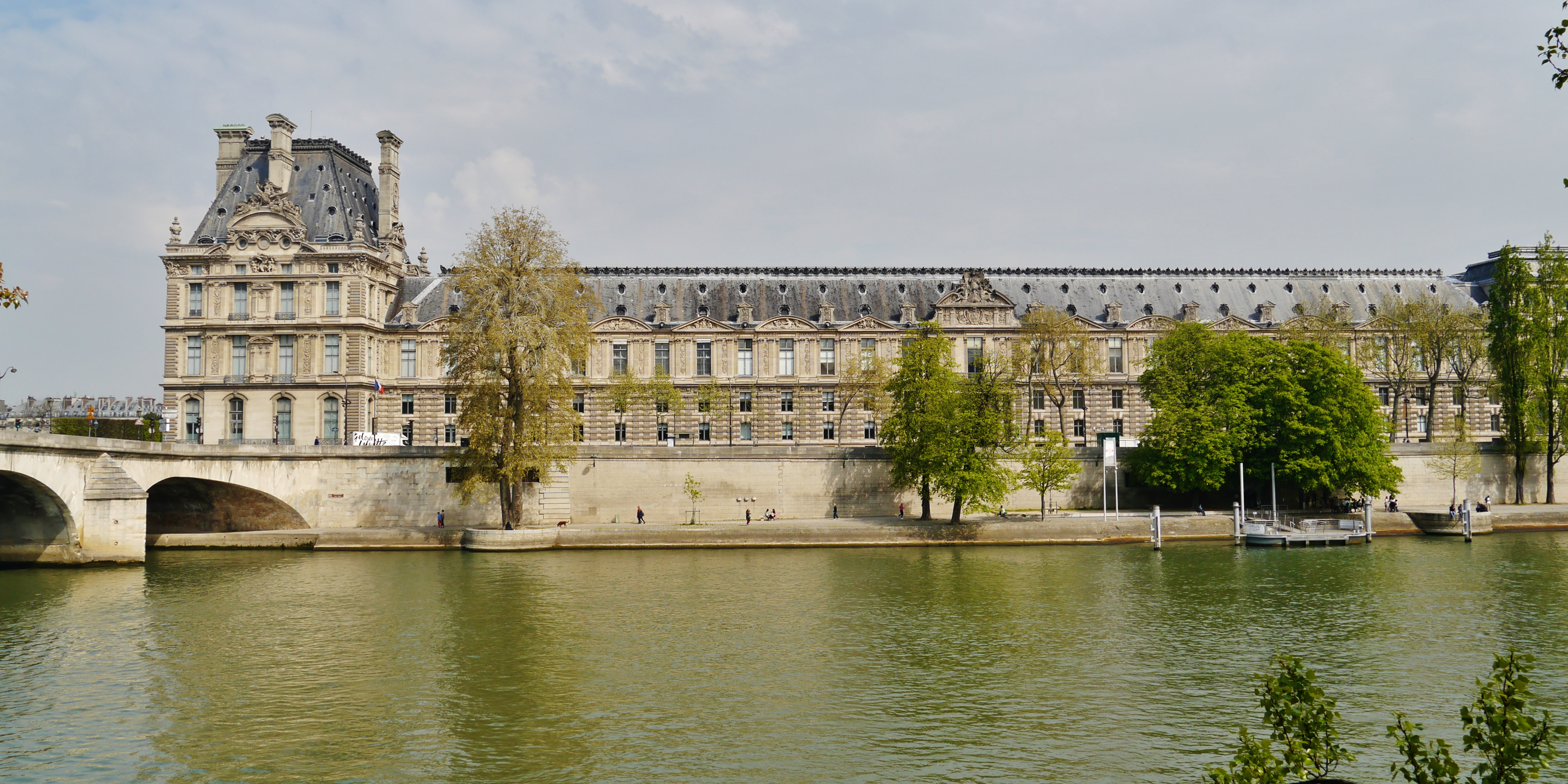
Musée du Louvre, Paris
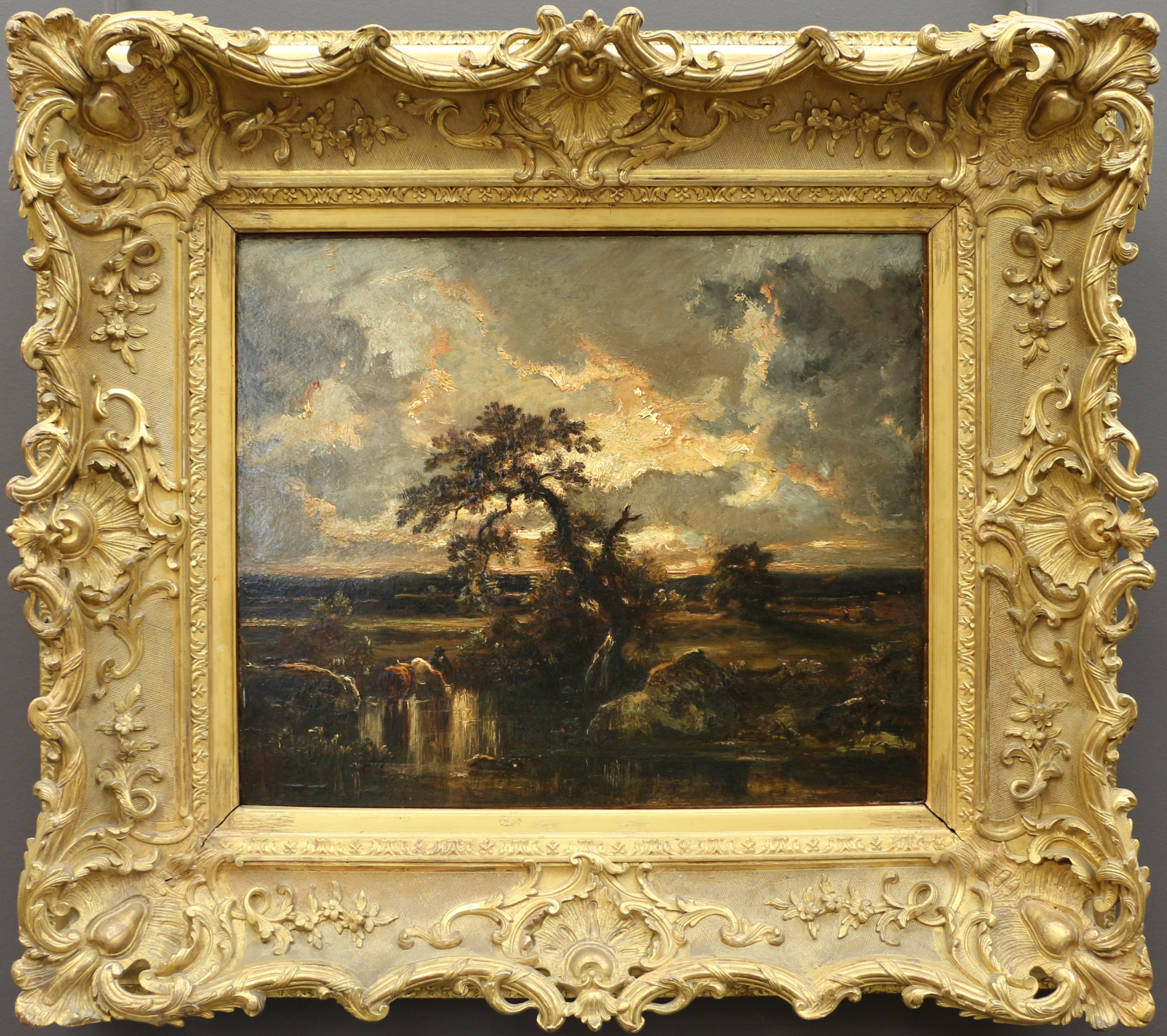
Soleil couchant après la tempête (ML)
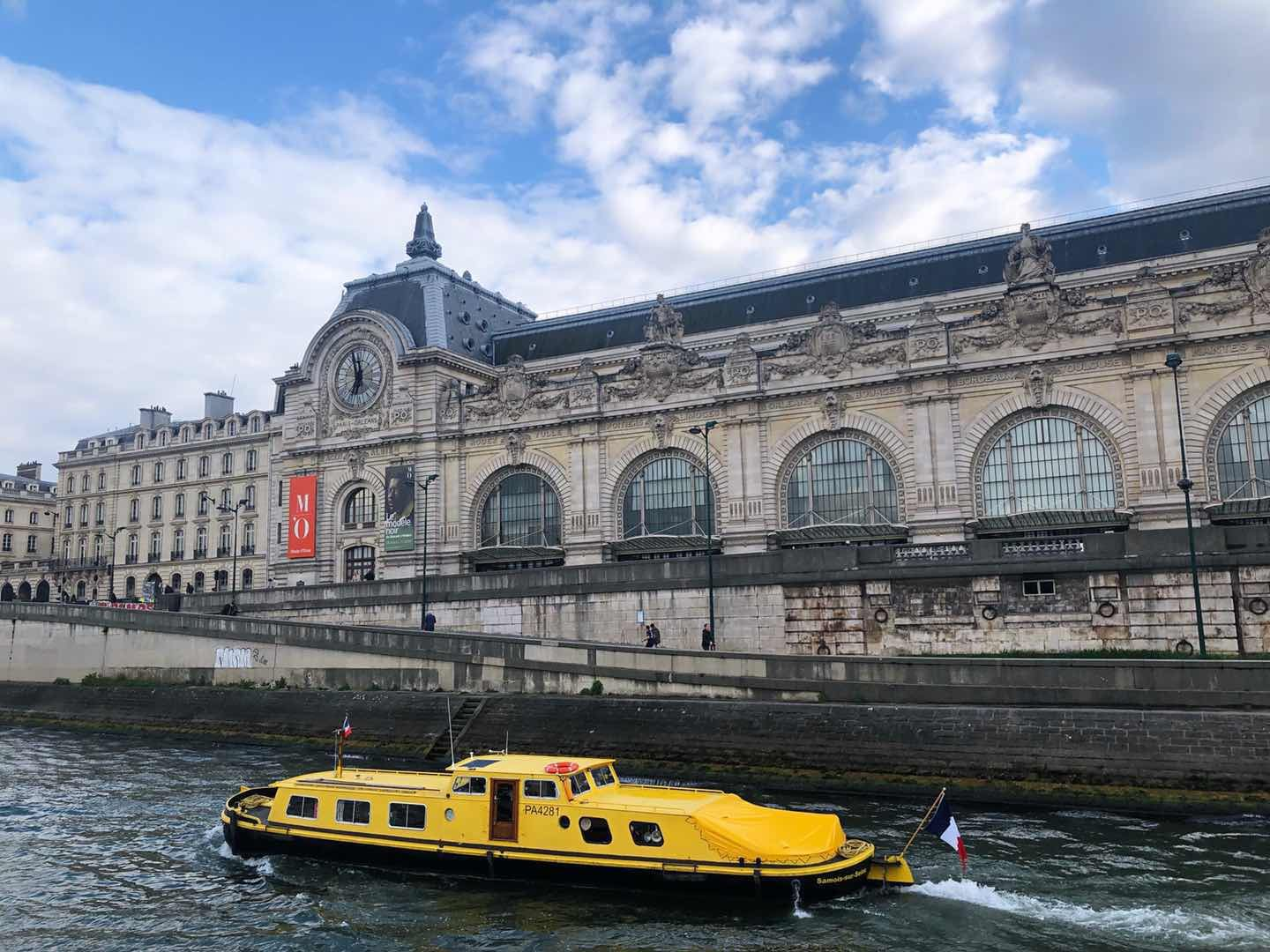
Musée d'Orsay, Paris
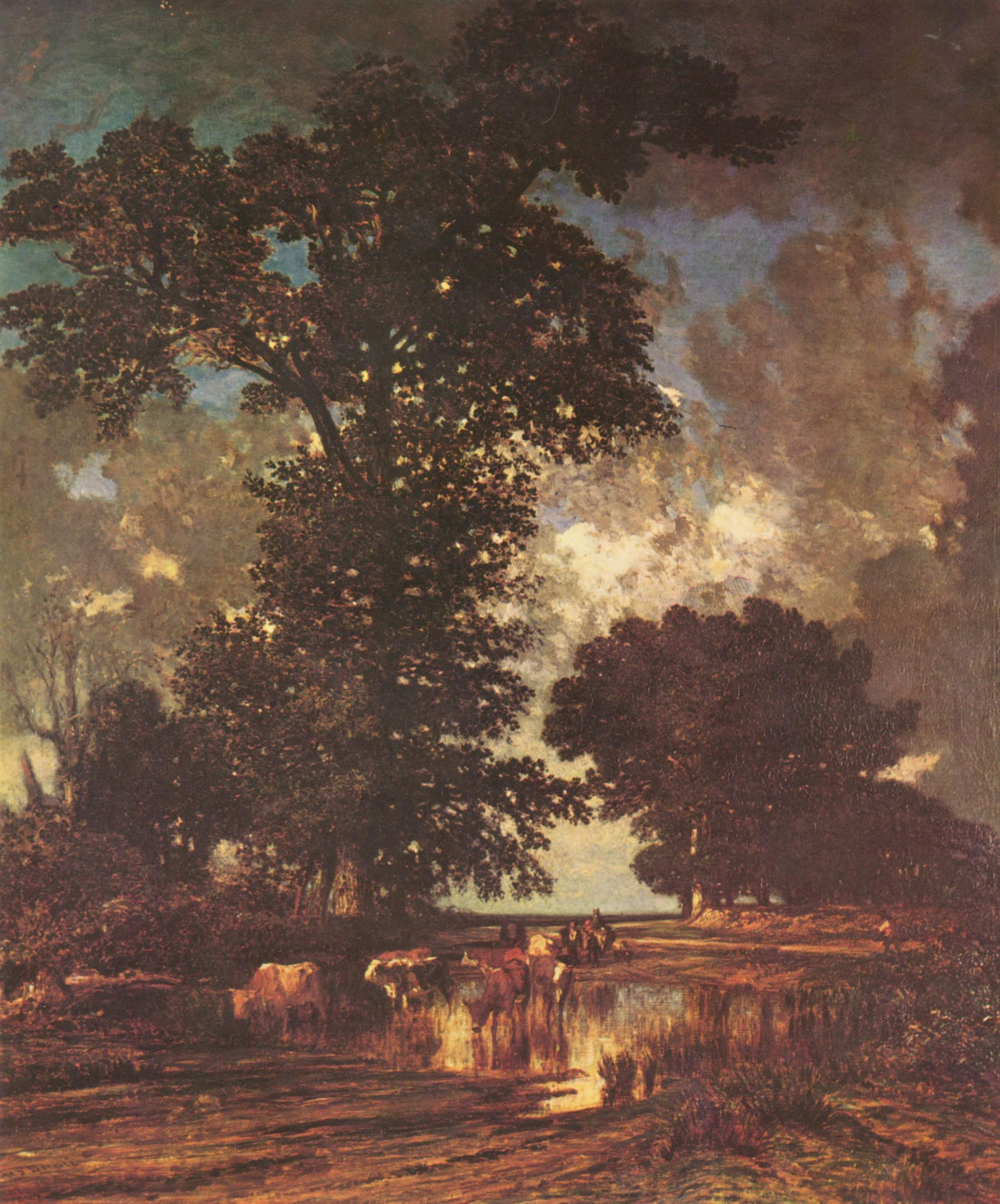
La mare aux chênes (MO)
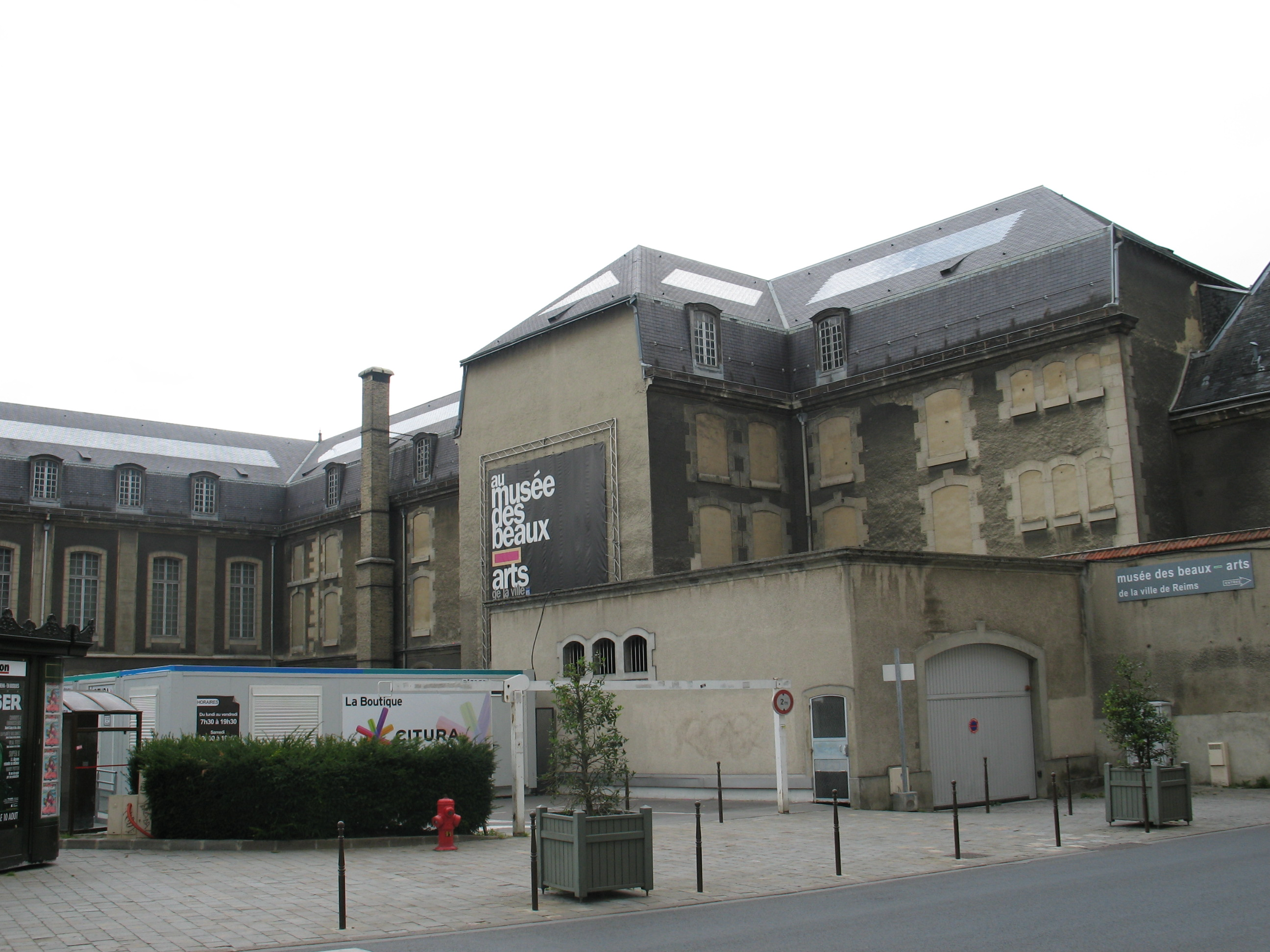
Musée des Beaux-Arts de Reims
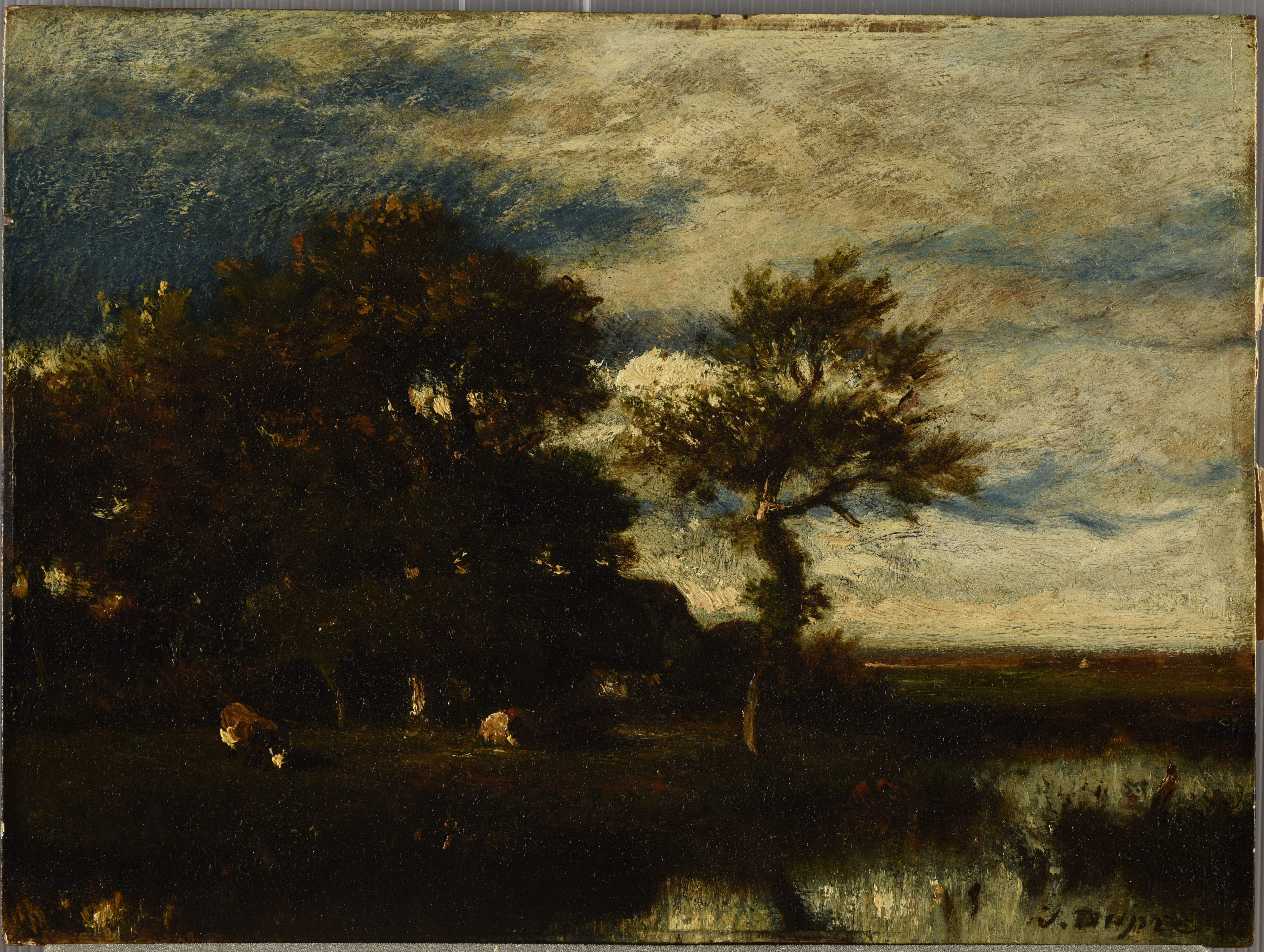
Paysage avec cours d'eau, musée des Beaux-arts de Reims

### Hongrie
- Budapest, Musée des Beaux-Arts, La Ferme, huile sur toile, 0,365 x 0,575, vers 1850.

Jules Dupré dans les collections du musée des Beaux-Arts de Budapest
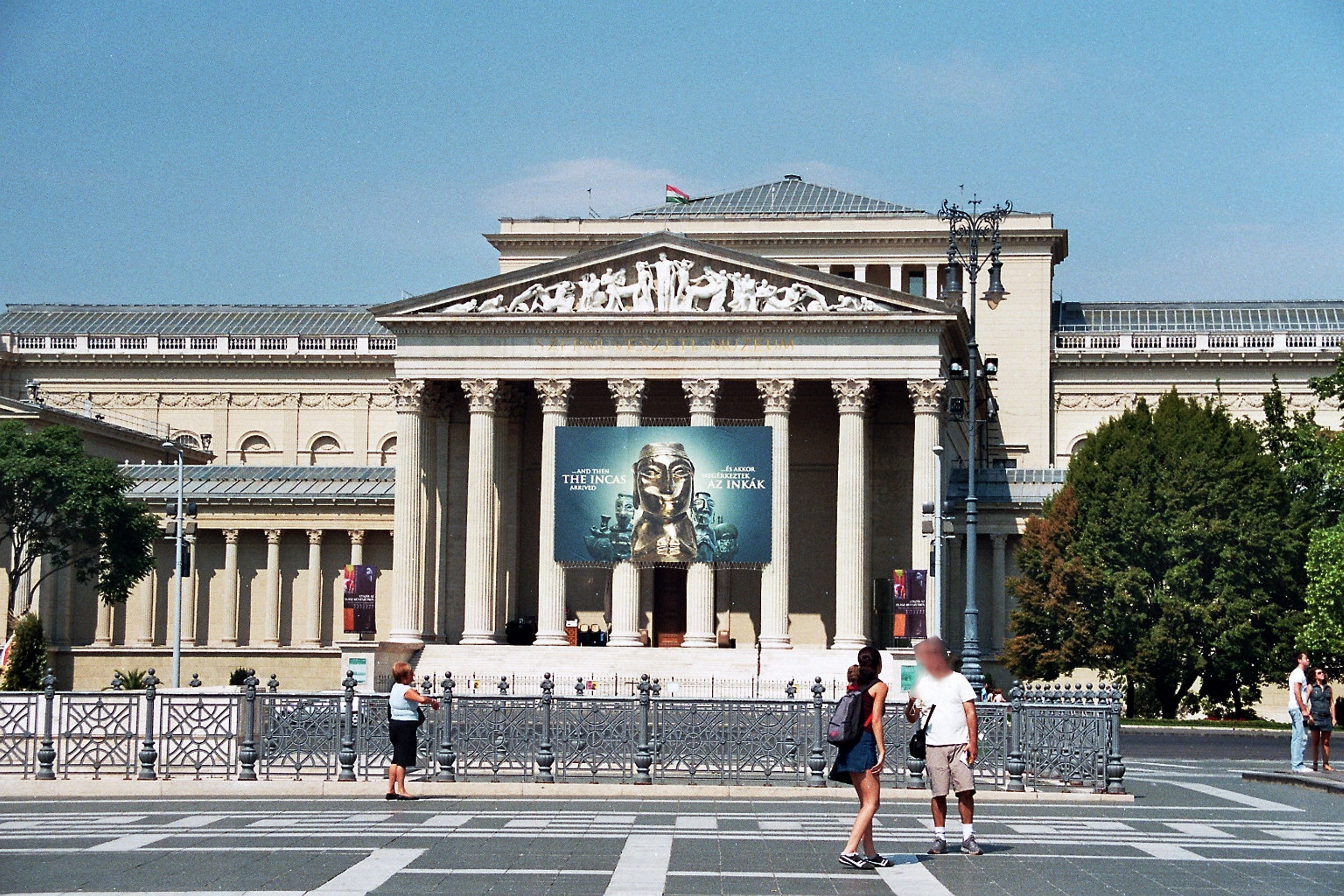
Musée des Beaux-Arts de Budapest
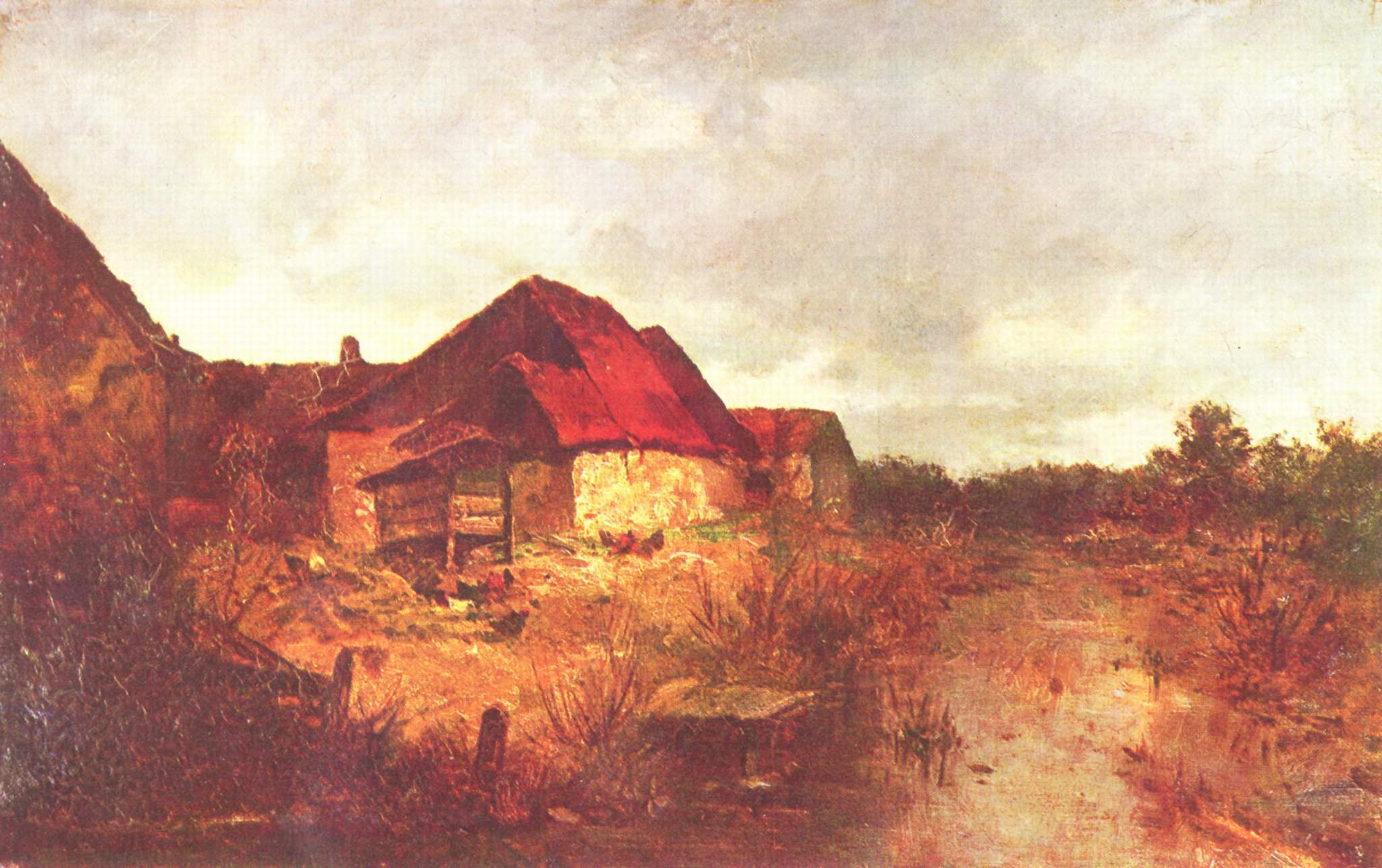
La Ferme

### Japon
- Hachiōji, musée d'art Murauchi [réf. nécessaire]

### Luxembourg
- Luxembourg, Villa Vauban[56] [réf. nécessaire]

### Pays-Bas
- Amsterdam :
  - Musée Van Gogh, Automne, huile sur toile, 1,06 x 0,94[57].
  - Rijksmuseum Amsterdam :
    - Paysage forestier, huile sur toile, 0,34 x 0,245 ;
    - Village, de nuit, huile sur toile, 0,57 x 0,47, après 1840[58].
- Enschede, Rijksmuseum Twenthe (en) : La mare, peinture, 0,242 x 0,41[23].
- La Haye, Collection Mesdag.

Jules Dupré dans les collections du Rijksmuseum Amsterdam (RA) et du Rijksmuseum Twenthe (RT)
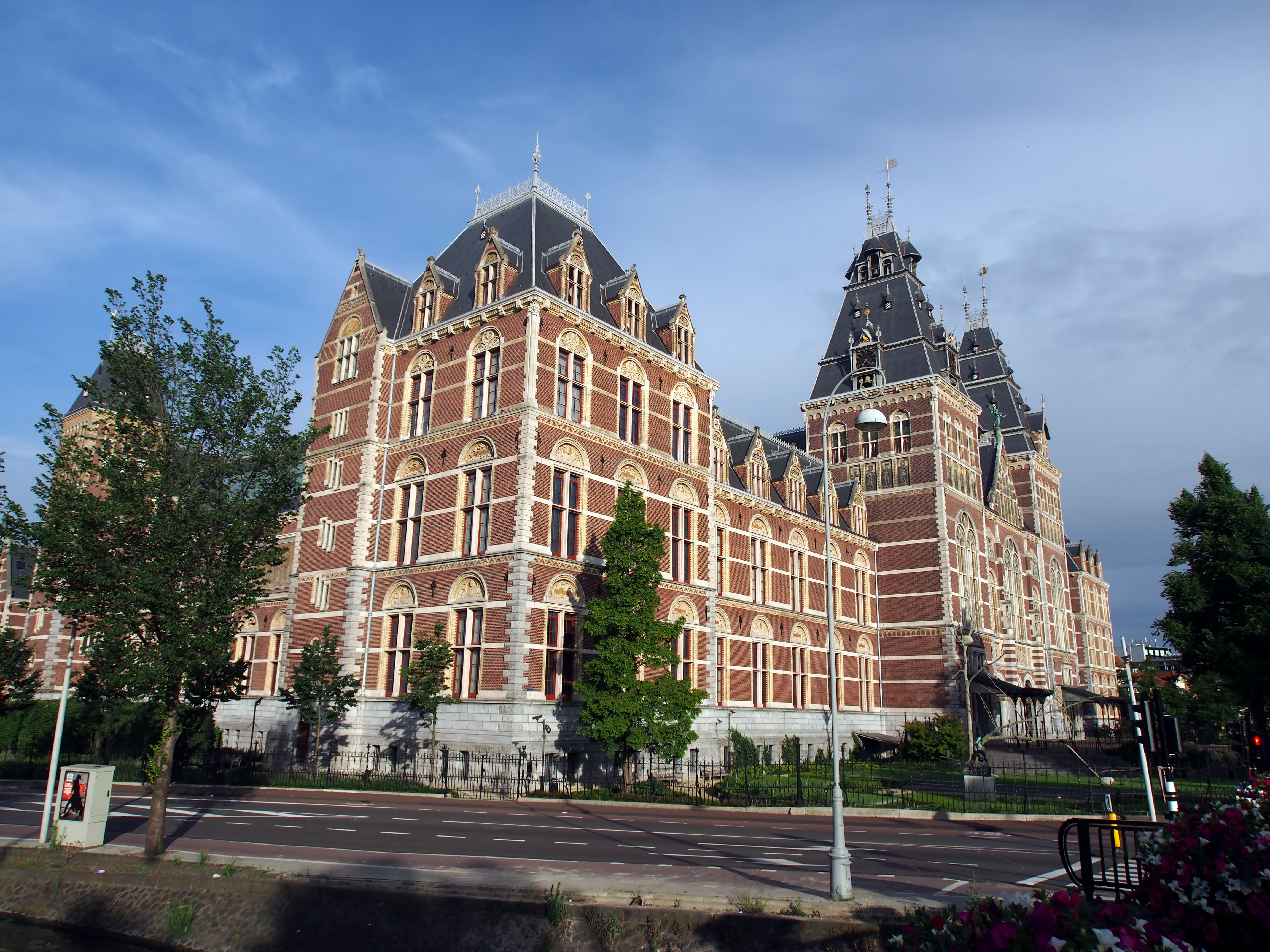
Rijksmuseum Amsterdam
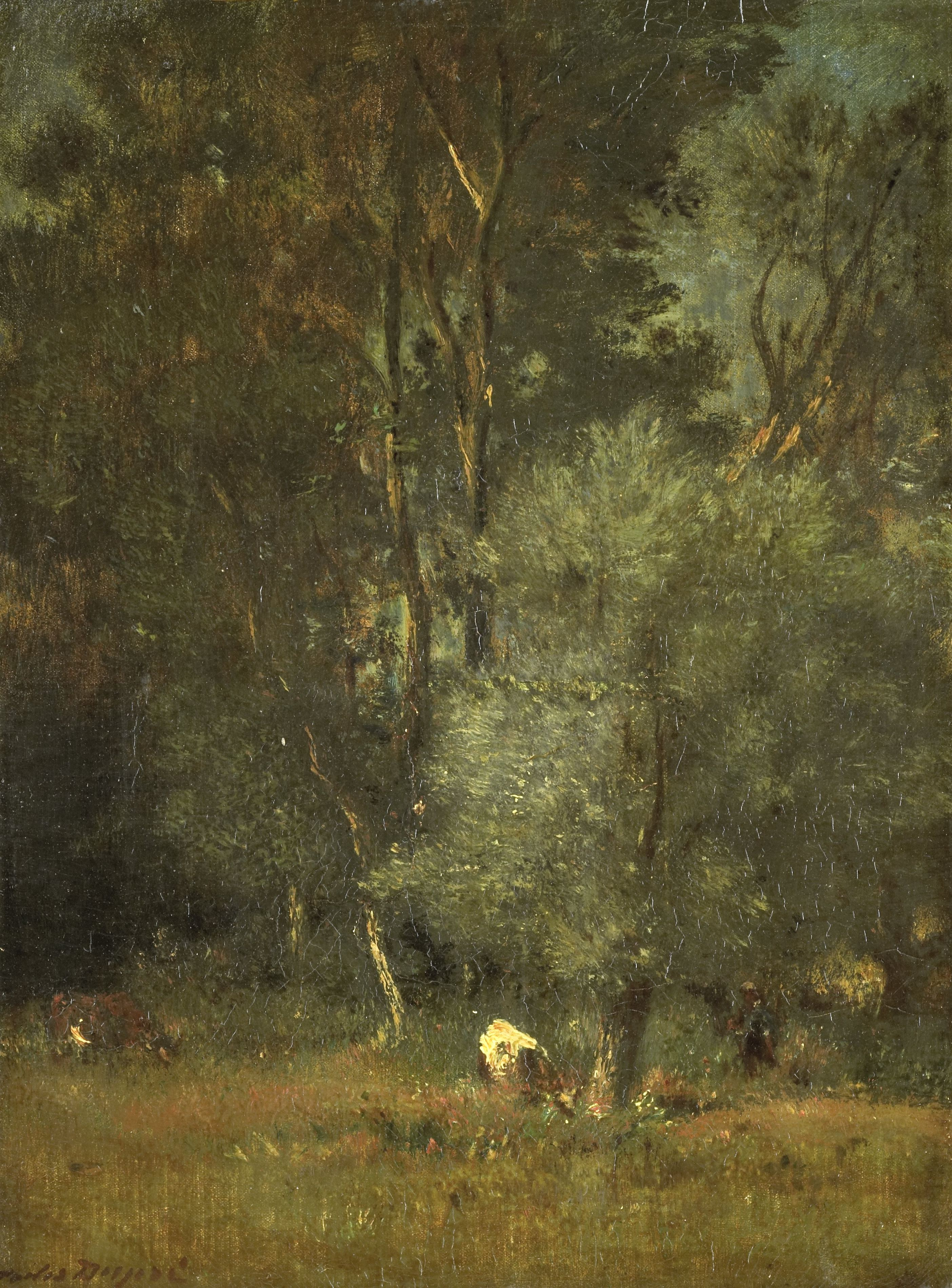
Paysage forestier (RA)
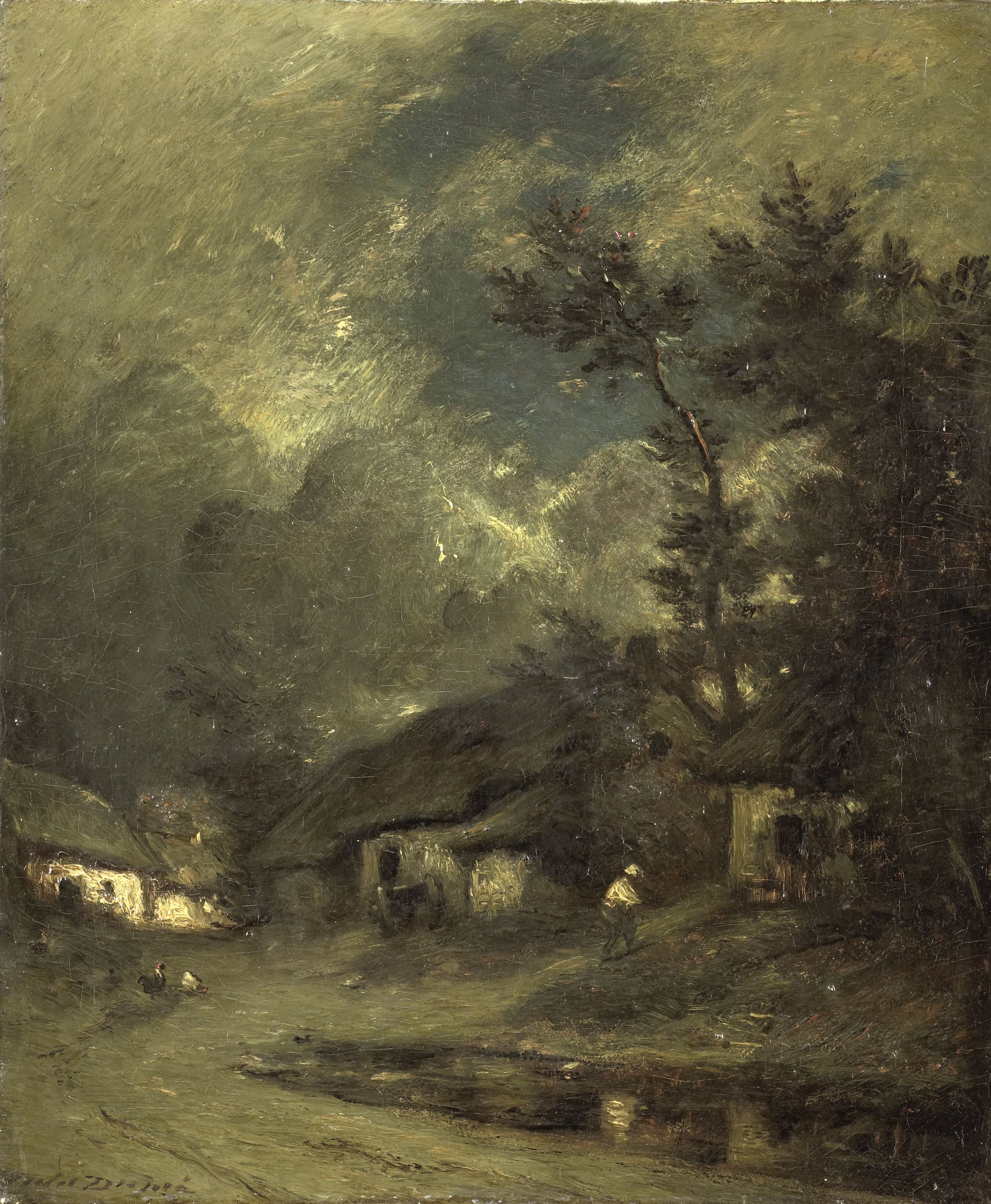
Village, de nuit (RA)
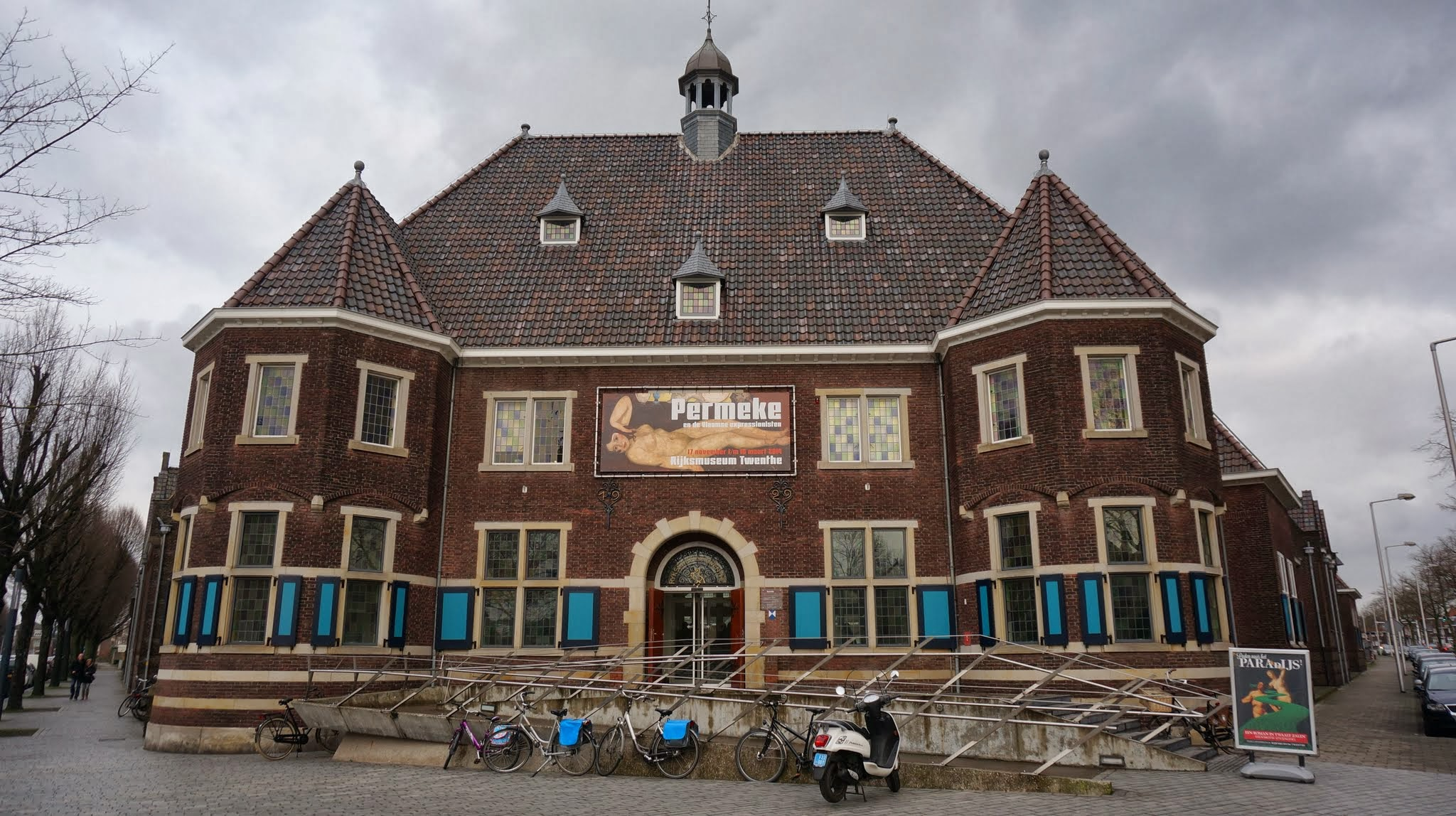
Rijksmuseum Twenthe (en)
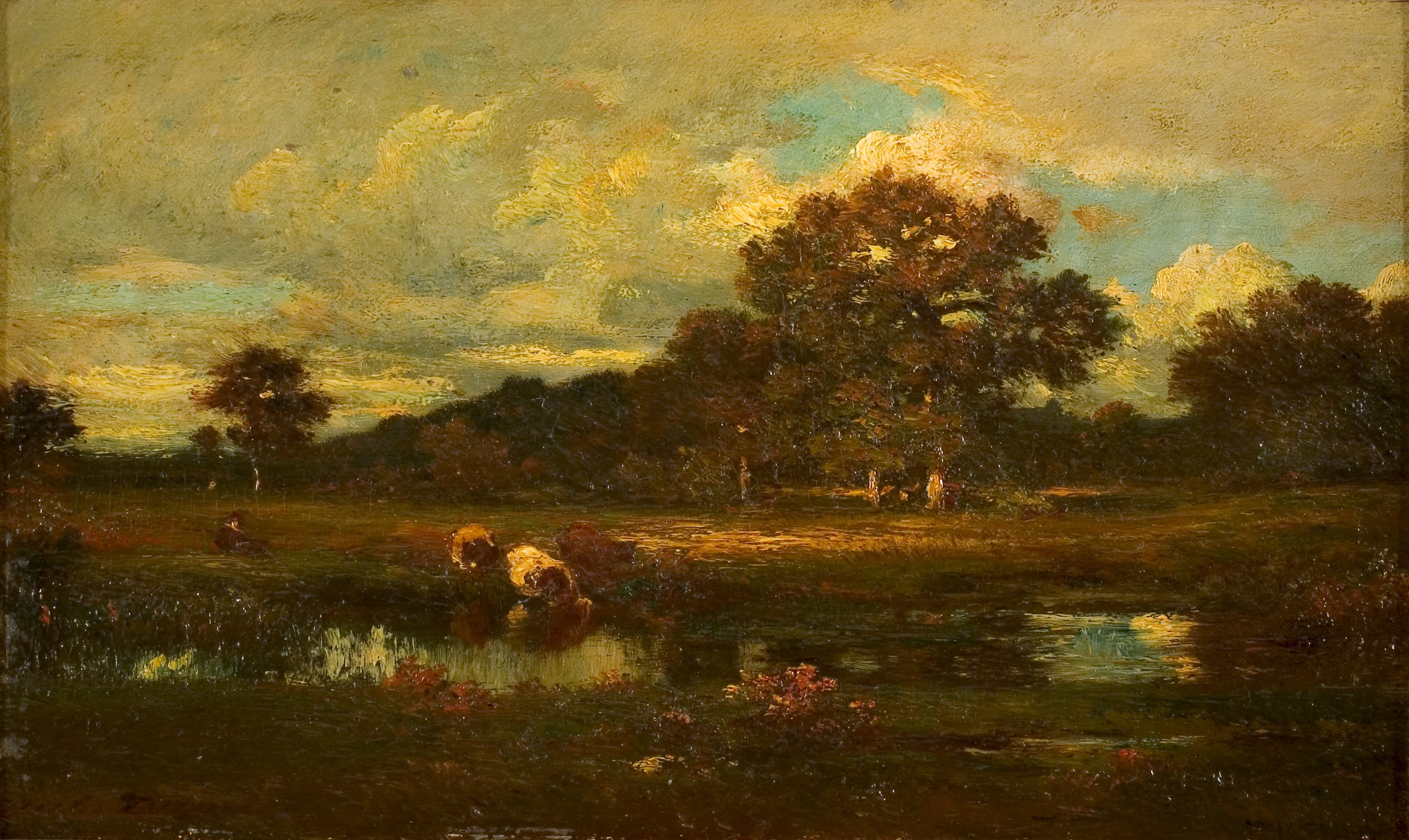
La mare (RT)

### Pologne
- Varsovie, musée national[59] : Paysage avec étang, peinture, 0,81 x 1,00[23].
- Wroclaw, Musée des Beaux-Arts. [réf. nécessaire]

### Portugal
- Lisbonne, museu nacional de Arte Antiga : Pâturage au bord d'une mare, peinture, 0,46 x 0,71, vers 1850[23]. [réf. nécessaire]

Jules Dupré dans les collections du Museo Nacional de Arte Antiga de Lisbonne
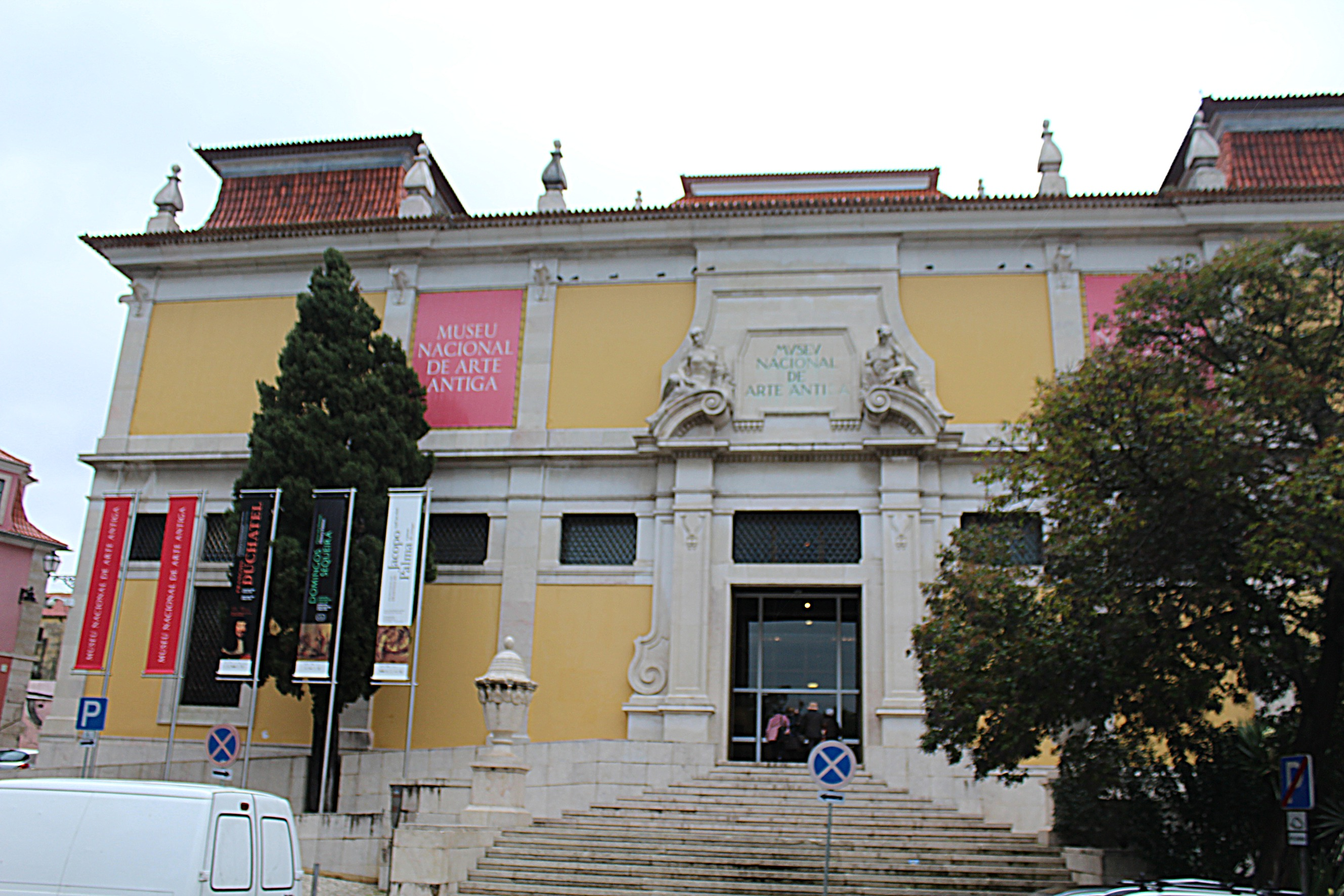
Museu Nacional de Arte Antiga de Lisbonne
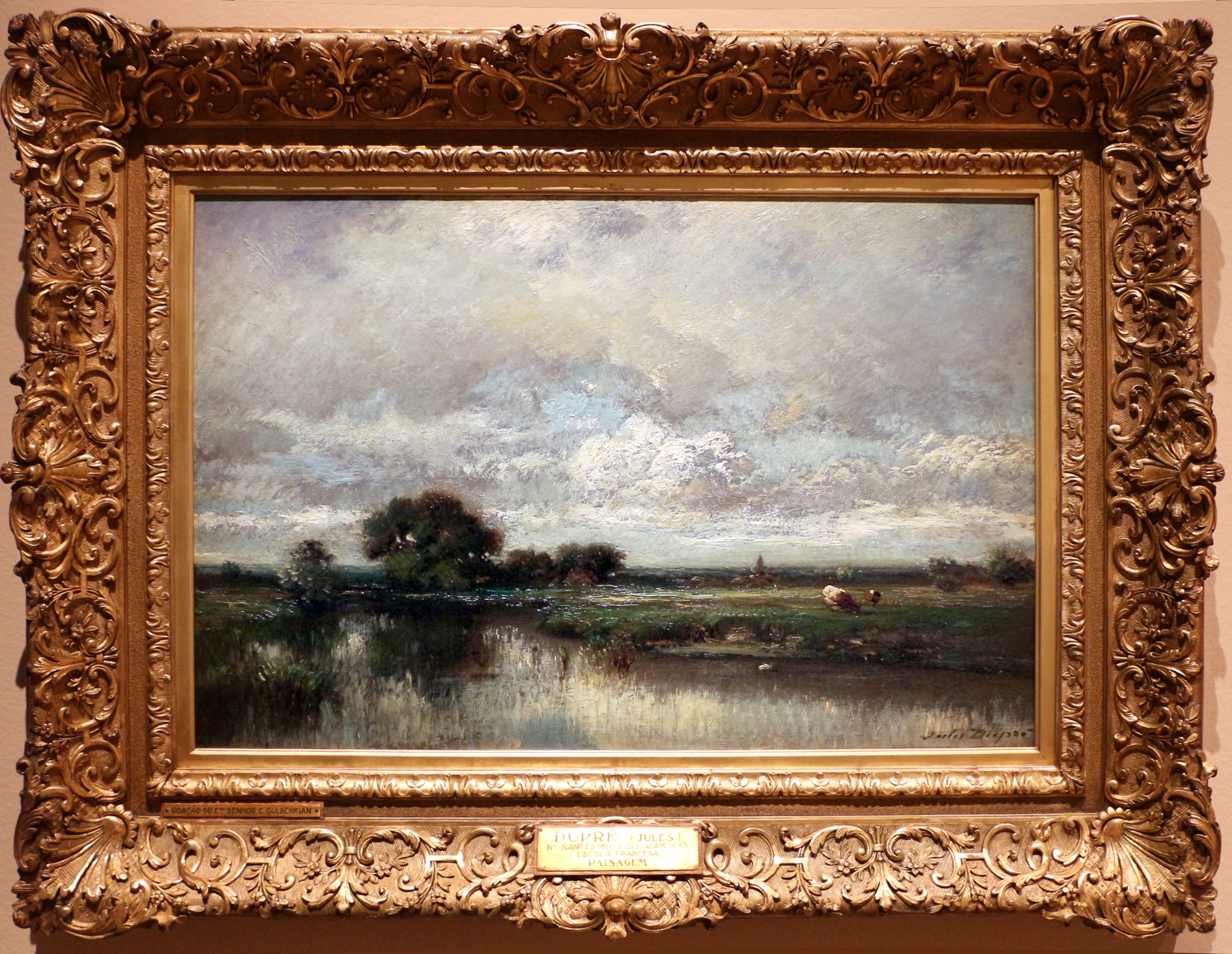
Pâturage au bord d'une mare

### Royaume-Uni
- Cambridge, Fitzwilliam Museum, Shipping in a breeze, huile sur toile 0,463 x 0,387[60].
- Édimbourg, galerie nationale d'Écosse[30]. [réf. nécessaire]
- Forres, château de Brodie[30]. [réf. nécessaire]
- Glasgow, Glasgow Museum Resource Centre, Le promontoire, huile sur toile, 0,724 x 0,914[60].
- Leeds, Leeds Art Gallery (en).
- Londres :
  - National Gallery[30].
  - The Wallace Collection : Traversée du pont, huile sur toile, 0,484 × 0,64  ancienne collection Richard Seymour-Conway[60].
- Sheffield, Sheffield Galleries and Museums Trust (en) :
  - Coucher de soleil, peinture, 0,16 x 0,21 ;
  - Une brise raide, huile sur toile, 0,46 x 0,38.

Jules Dupré dans les collections du Royaume-Uni
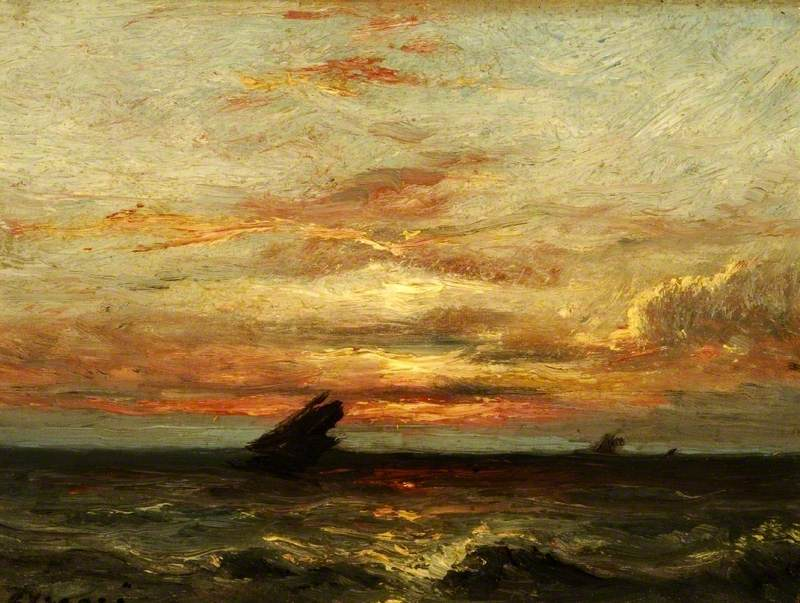
Coucher du soleil, Sheffield, Sheffield Galleries and Museums Trust (en).
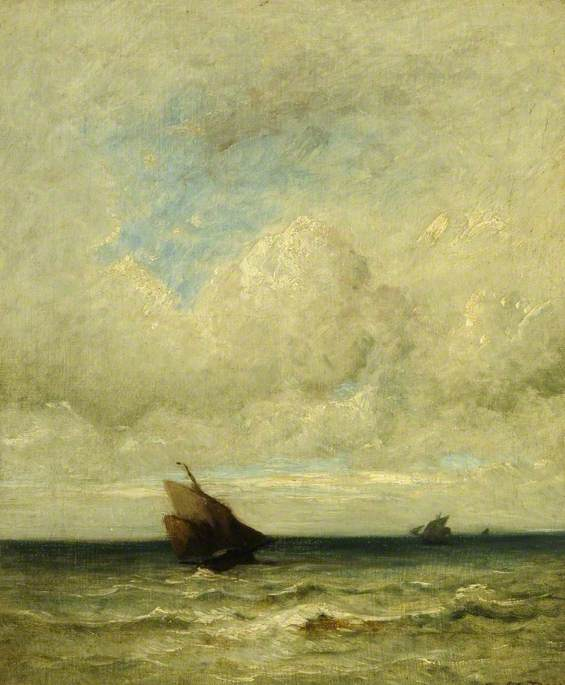
Une brise raide, Sheffield, Sheffield Galleries and Museums Trust (en).

### Russie
- Moscou, Musée des Beaux-Arts Pouchkine, Chênes au bord du chemin, huile sur toile, 0,43 x 0,58, années 1830[61].
- Saint-Pétersbourg, Musée de l'Ermitage, cinq peintures[30] :
  - Vue de village ;
  - Paysage forestier, huile sur toile, 0,39 x 0,58, vers 1840 ;
  - Vue de village"", huile sur toile, 0,35 x 0,54, entre 1840 et 1844 ;
  - Paysage automnal, huile sur toile, 0,51 x 0,46, entre 1840 et 1850 ;
  - Paysage avec vaches, deux huiles sur toiles, 0,54 x 0,74, vers 1870.

Jules Dupré dans les collections du musée de l'Ermitage de Saint-Pétersbourg
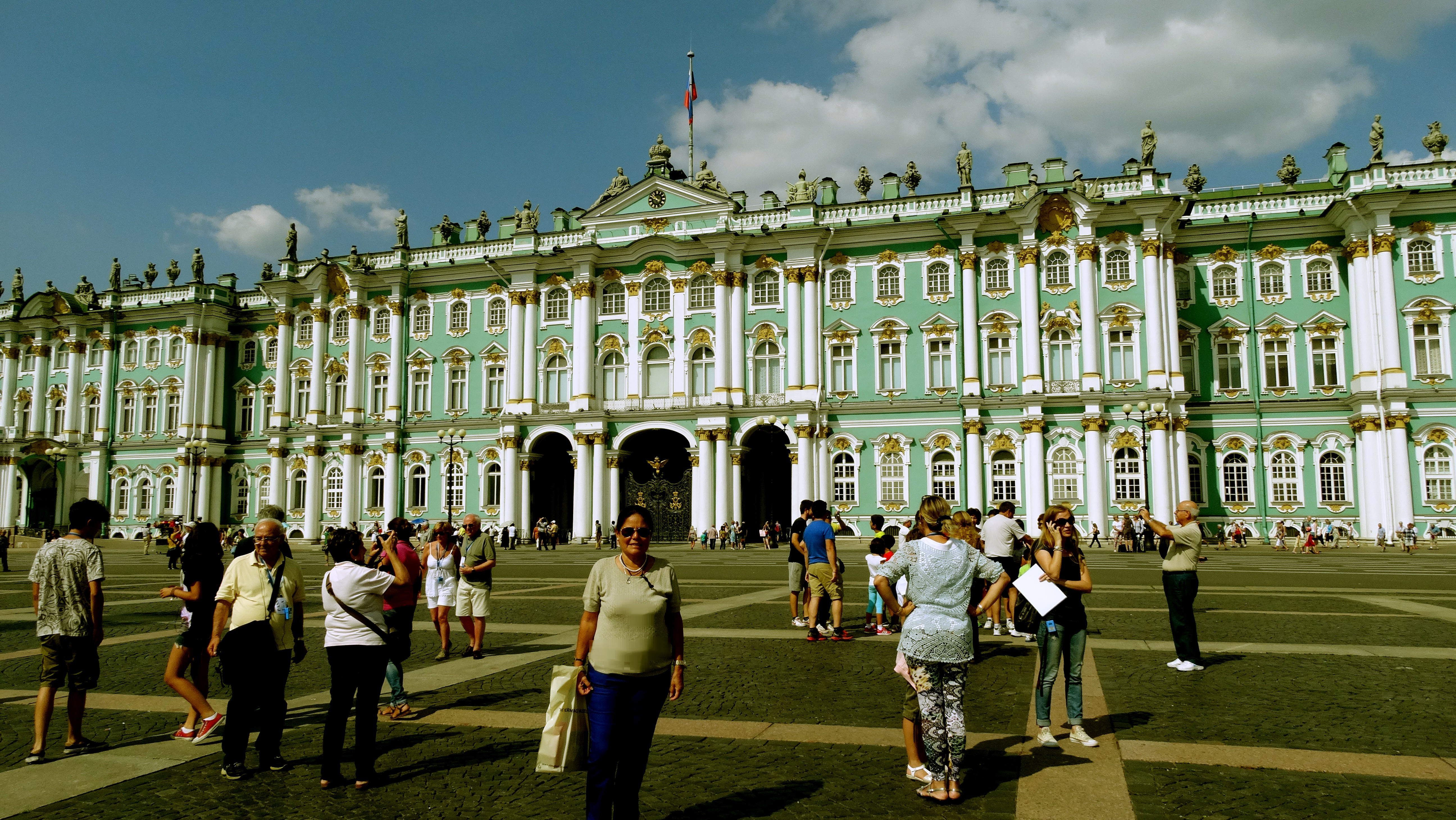
Musée de l'Ermitage
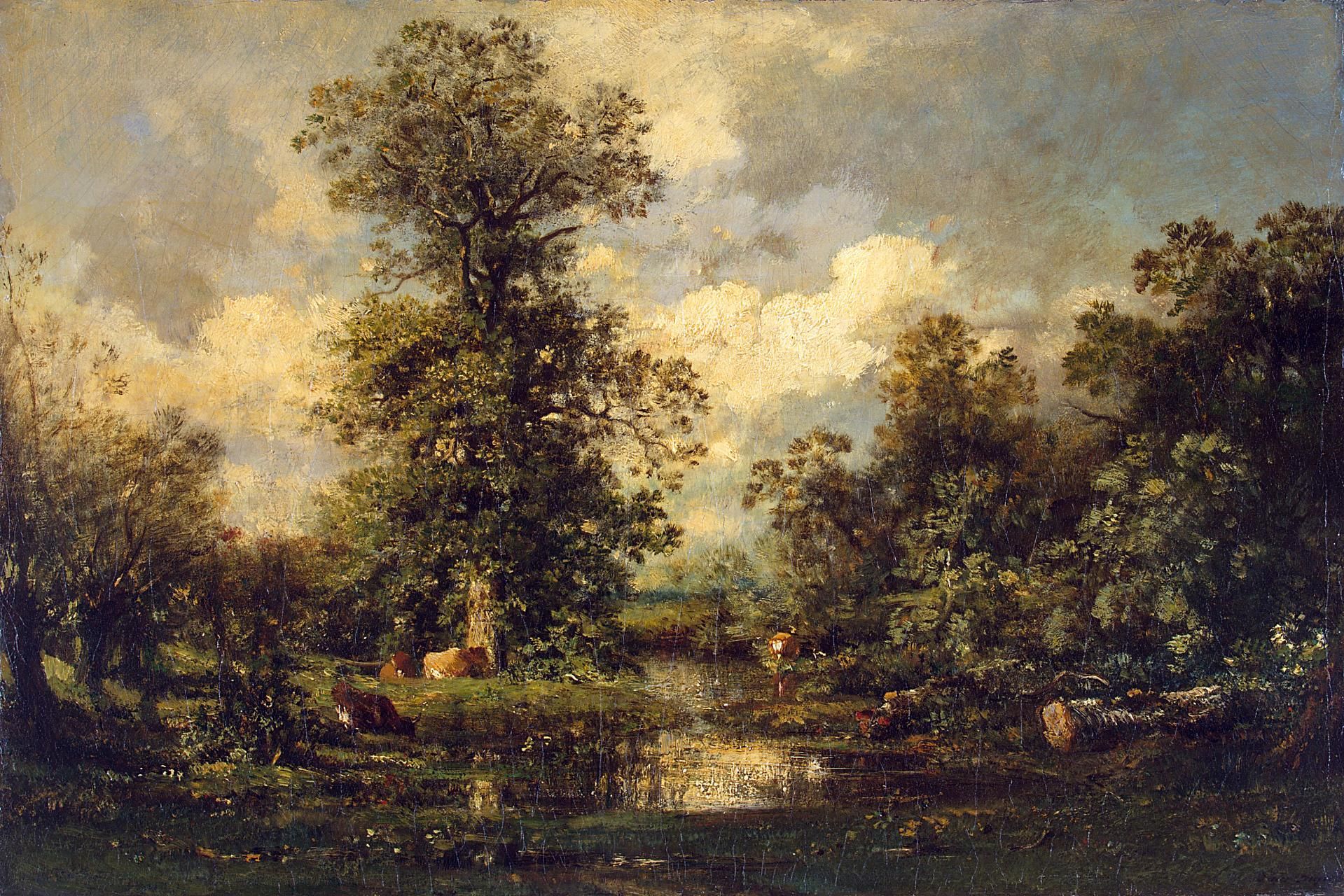
Paysage forestier
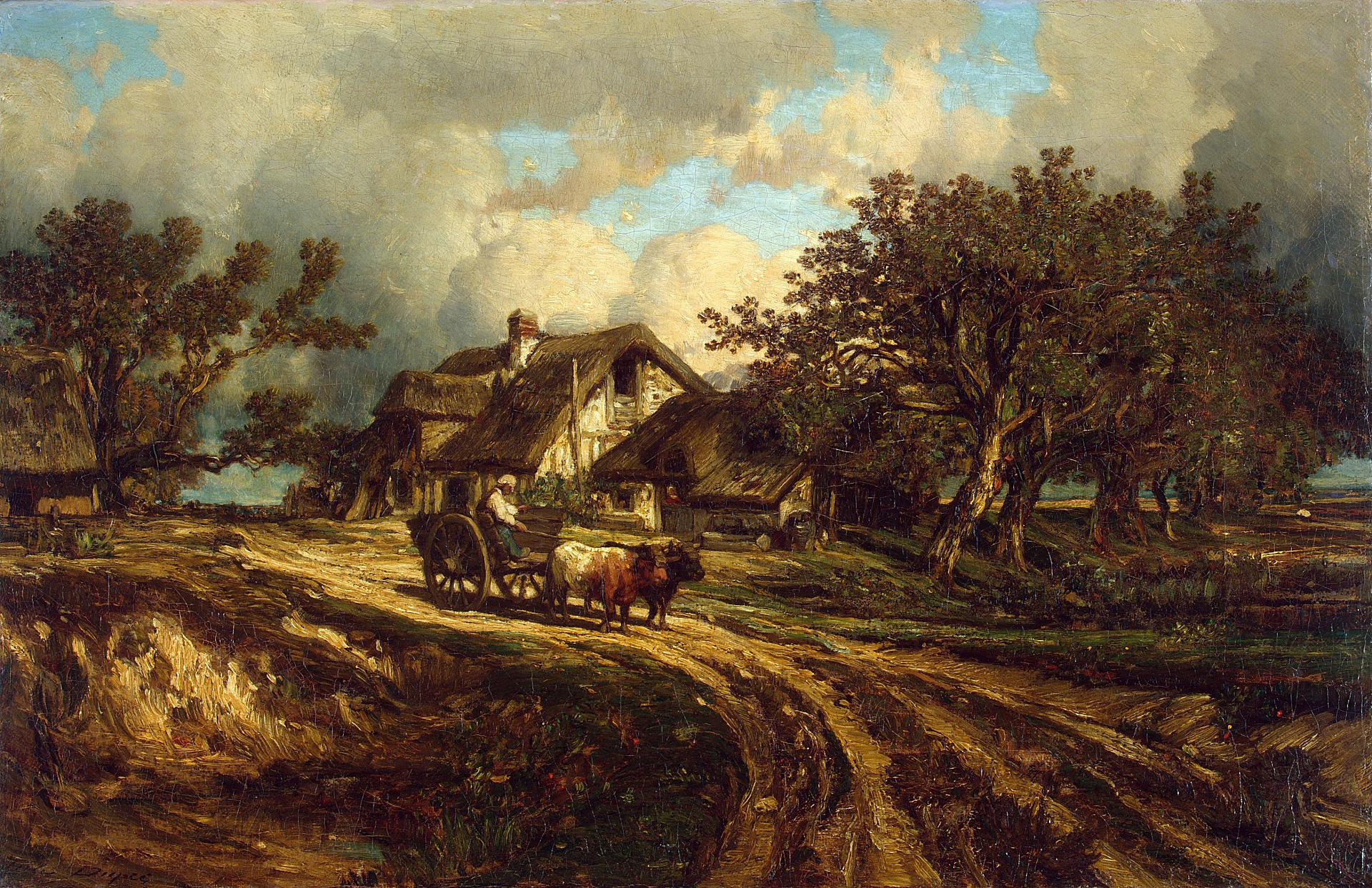
Vue de village
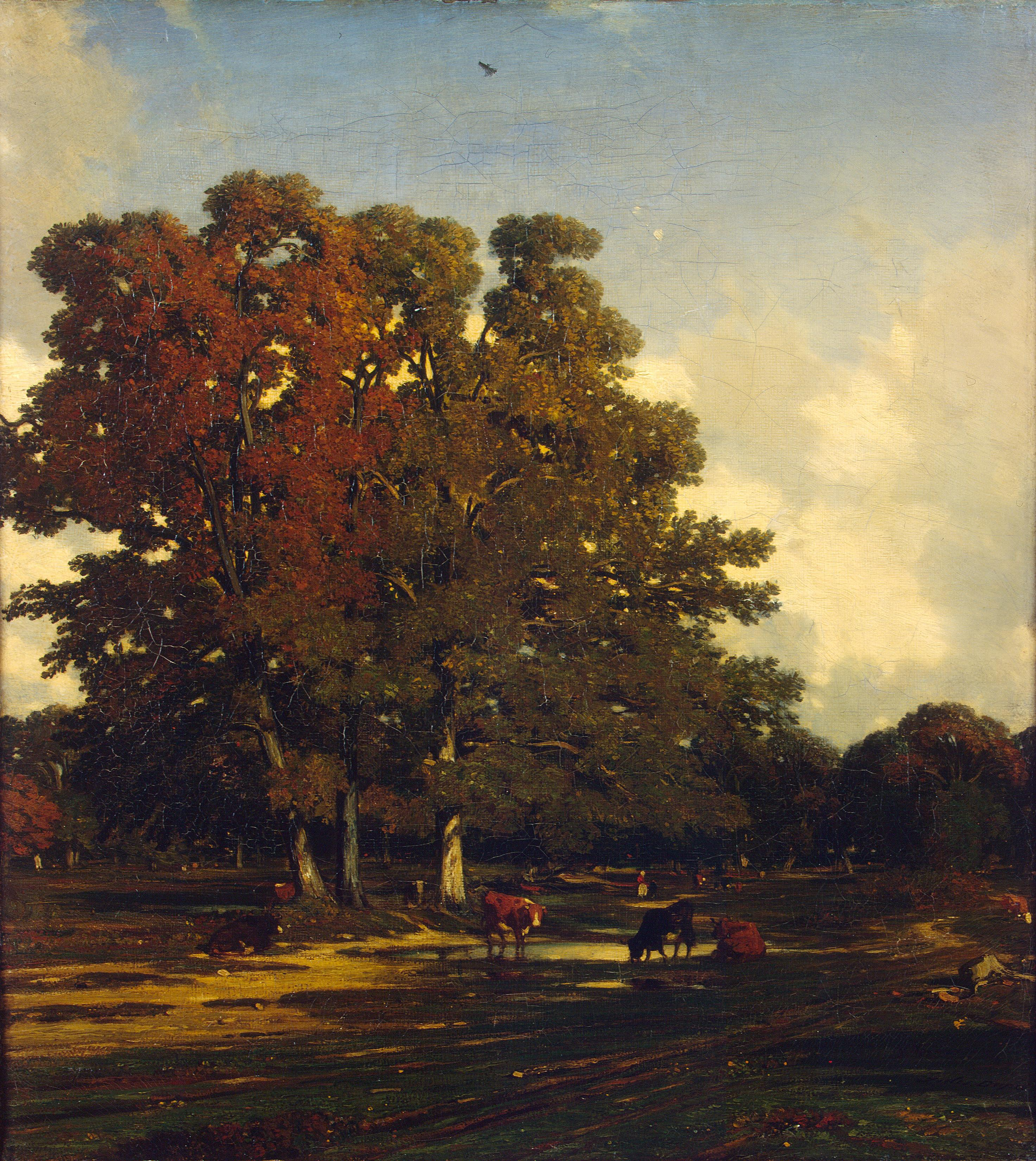
Paysage automnal
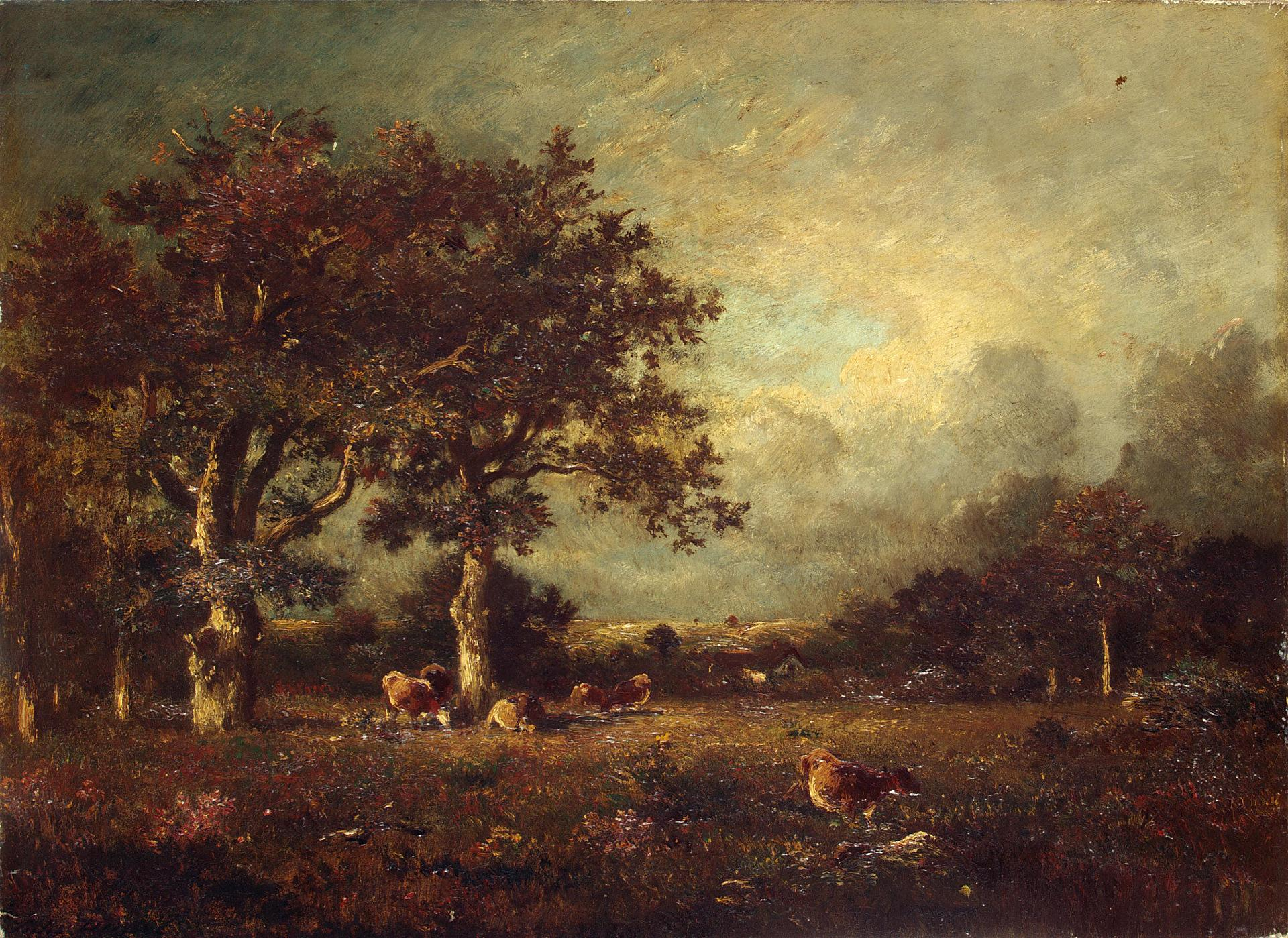
Paysage avec vaches

### Suède
- Stockholm, Nationalmuseum, peintures[59] :
  - Nature morte à la cruche grise, huile sur toile, 0,435 x 0,515, 1862 ;
  - Vaches à l'étang ;
  - Chênes dans un paysage".

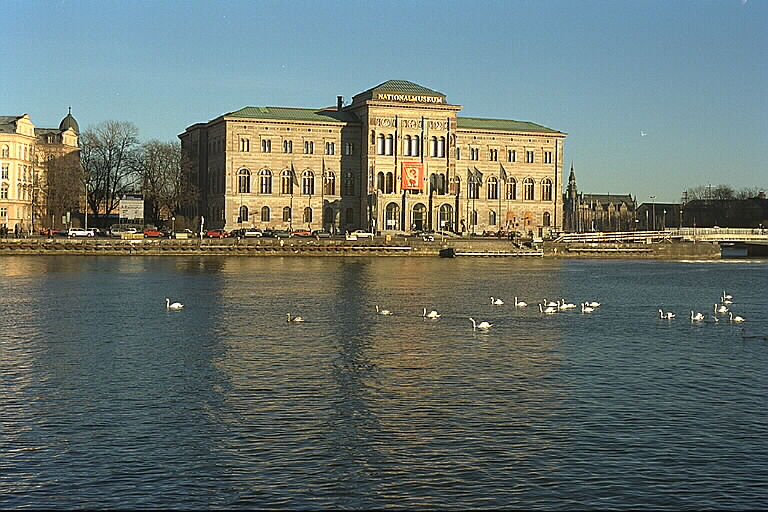
Nationalmuseum
Nature morte à la cruche grise

### Taïwan
- Tainan, Chimei Museum[30].

## Collections privées référencées

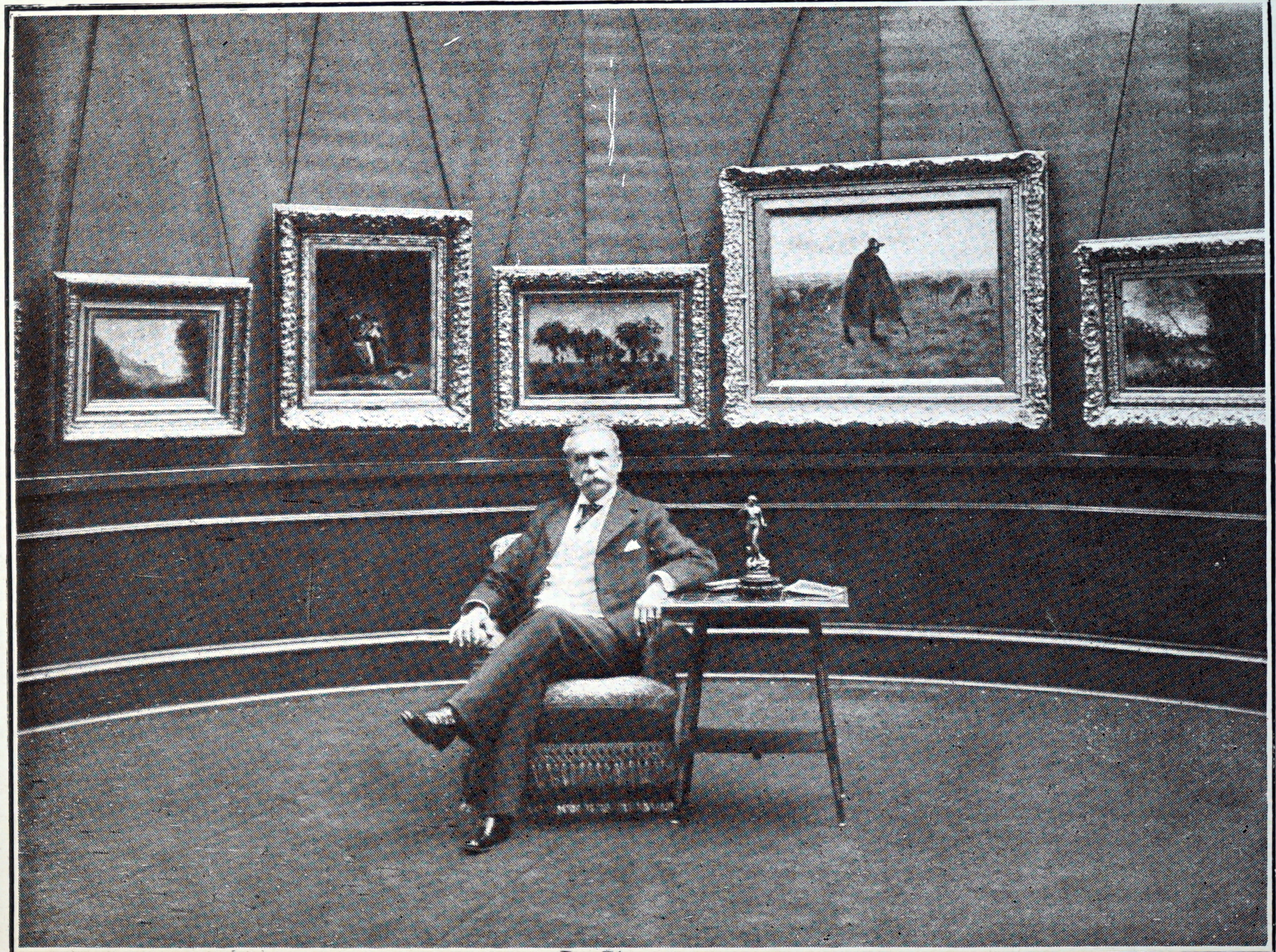
Henry Vasnier

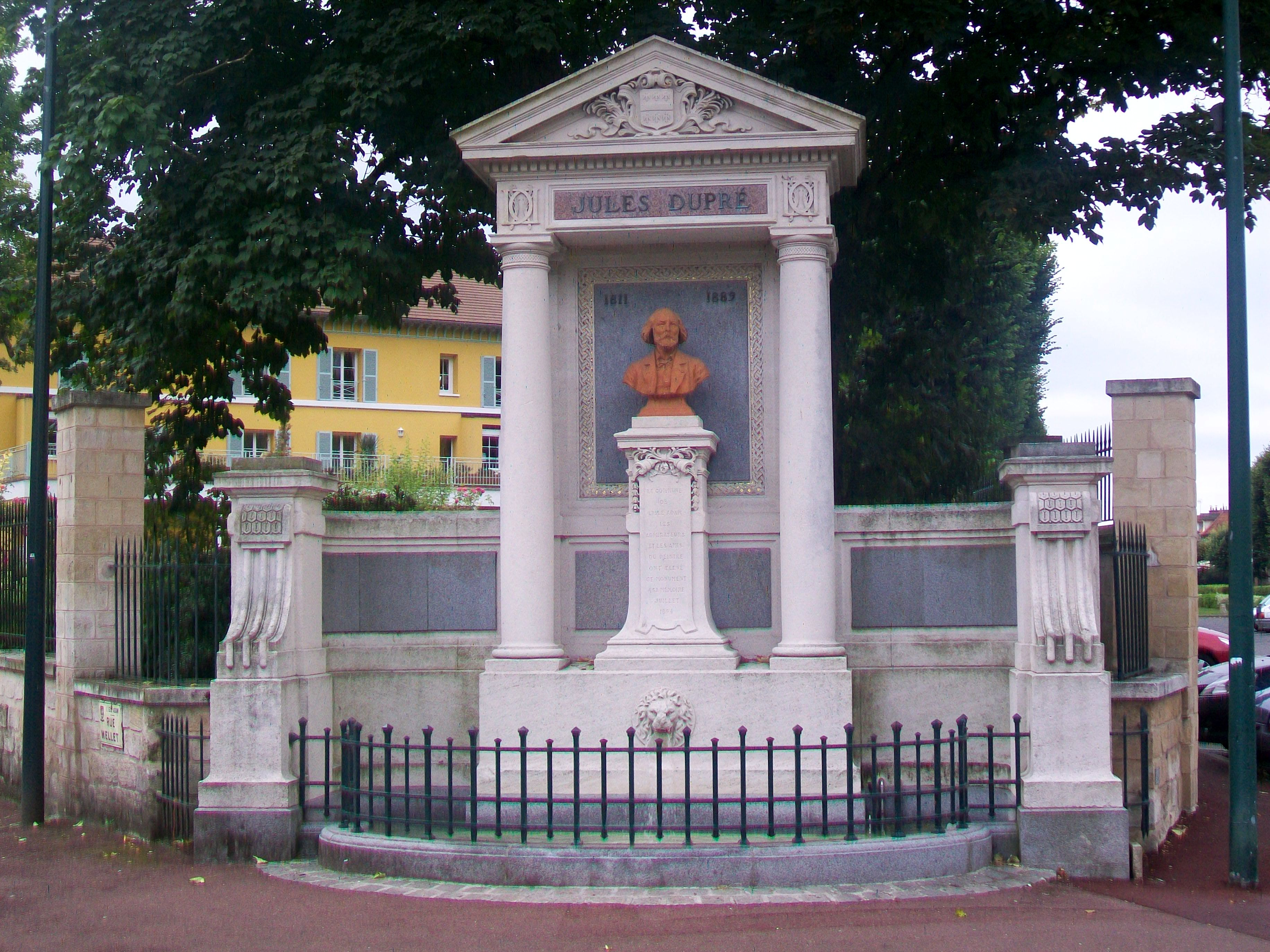
Laurent Marqueste, Monument à Jules Dupré (1894), L'Isle-Adam.

- Paul Casimir-Périer[18].
- Alfred Chauchard[48].
- Alfred Sensier[10].
- William Henry Vanderbilt[62].
- Henry Vasnier, Reims[10].

## Hommages
- On doit au sculpteur Laurent Marqueste un Buste de Jules Dupré, dont le bronze orne le Monument à Jules Dupré réalisé par l'architecte Louis Henri Georges Scellier de Gisors et inauguré le 7 août 1894 à l'angle de la rue Mellet et de la place du Pâtis à L'Isle-Adam. Le marbre original est conservé au musée d'Art et d'Histoire Louis-Senlecq de la ville[63],[64].
- Une rue du 15e arrondissement de Paris porte le nom de Jules Dupré. On trouve également des voies au nom de l'artiste à L'Isle-Adam, Lille, Lomme et Varennes-sur-Allier.

## Élèves
- Auguste Marie Boulard (1825-1897)[9], auteur de Portraits de Jules Dupré, deux huiles sur toiles conservées au musée d'Art et d'Histoire Louis-Senlecq de L'Isle-Adam.
- Octave de Champeaux (1827-1903).
- Robert Mols (1848-1903).
- Victor Papeleu, vers 1859.

## Citations

### Dits de Jules Dupré
- « Le ciel est derrière l'arbre, dans l'arbre, devant l'arbre. » - Jules Dupré[22]
- « Quand je regarde un tableau, le sujet m'est égal ; je demande : où est l'idée, où est la poétique, où est l'homme. » - Jules Dupré, lettre à Jules Claretie, 18 mai 1879[9]
- « La nature n'est rien, l'homme est tout. » - Jules Dupré[17]

### Réception critique

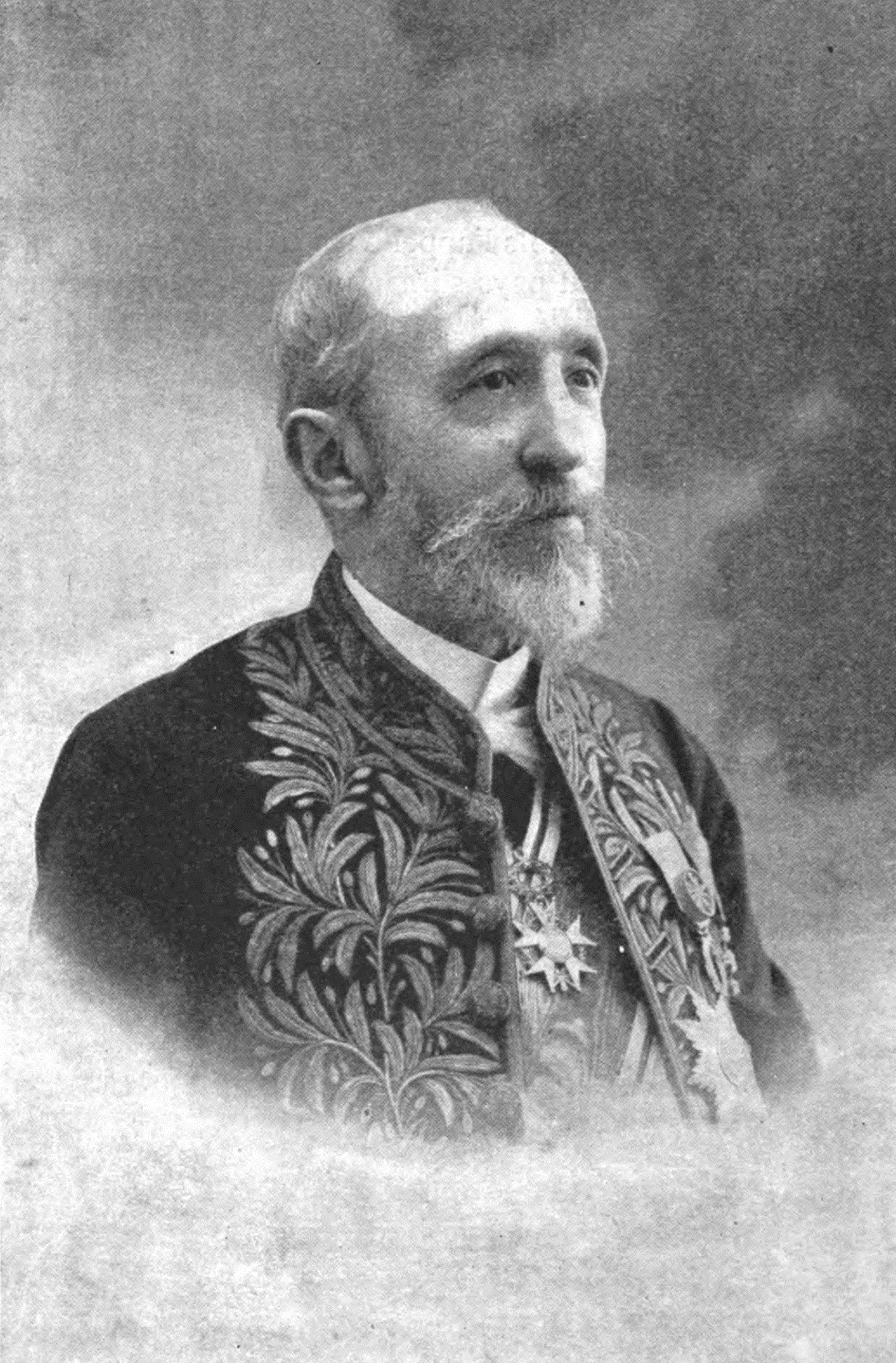
Jules Claretie

- « On sent, dans tout ce qu'il fait, l'appétit d'un détail supérieur et le respect de la nature et de la vérité. Quelle poésie tourmentée et puissante dans les couchers de soleil, dans ses ciels, ses coins de rêverie que reflètent les grands nuages ! J'ai vu de lui de belles marines qui dépassent tout ce que les Van Goyen ont pu produire. Cela est solide et fort comme la mer. » - Jules Claretie[65]
- « In his long career he has assisted at the burial of many movements - the romanticism of Delacroix and Devéria, the lusciousness of Decamps and Couture, the rigorous naturalism of Courbet. He taught them all something, perhaps and now he teaches the slight men, the "delicates" of modern times, how noble a thing is primitive color applied to strong chiaroscuro. His landscapes, a sort of résumé of all the strongest effects of nature, often sweep the whole gamut of natural splendors into a single canvas; conveying together a host of glorious impressions like a dream, so that it is hard to tell whether he means to represent sunset or moonday, storm or calm. » - Edward Strahan (en)[62]
- « L'œuvre de Jules Dupré a quelque chose de biblique, grand et fort, avec un caractère âpre et sauvage. Il aime toute la nature et il l'aime passionnément, sensuellement. C'est ce qui explique cette espèce de culte qu'il eut pour Jean-Jacques Rousseau, sans que pour autant il y ait de ce panthéisme sentimental qui imprègne l'œuvre du philosophe et qui fut si fort en honneur à la fin du XVIIIe siècle. » - George Lanoë et Tristan Brice[66]
- « L'une de ses toiles comme le Soleil couchant sur un marais, ainsi que certains pastels conservés au musée du Louvre, témoignent d'une première manière que d'aucuns considèrent comme la meilleure, et où la richesse du chromatisme et la franchise de la composition sont rendues sans surcharge. La Sologne, le Limousin et, plus tard, L'Isle-Adam où il s'installera définitivement, lui inspireront de nombreux paysages. Dans ces dernières compositions largement traitées, la recherche du relief soulignant les effets de masse est évidente ; le volume est obtenu par des empâtements excessifs, et l'importance accordée ainsi à une matière aux teintes violemment ocrées enlève quelque fraîcheur à l'ensemble, sans toutefois nuire au parti de forme expressive qui évoque la leçon de Rousseau et fait de Dupré un des représentants les plus significatifs de l'école de Barbizon. » - Les Muses, encyclopédie des arts[67]
- « Le "roi des arbres", l'un des piliers du groupe romantique des premiers pleinairistes, travaillait dans des tonalités sombres : un caractère sévère qui peut expliquer l'hésitation du public devant des paysages qui sont toujours d'une émouvante et authentique sincérité. » - Gérald Schurr[14]
- « Avant Dupré, au XVIIe, au XVIIIe, le paysage était conçu comme un décor de théâtre : le ciel n'était qu'un fond, sur lequel se détachaient des plans successifs. Dupré est le peintre du ciel. Dupré peint le soleil couchant, spectacle essentiellement éphémère et qui ne se reproduit jamais ; pourtant, loin de vouloir peindre l'instantanéité, c'est au contraire une idée d'universalité, de permanence qu'il exprime. Alors que Diaz divertit, selon son intention constante, Dupré peut lasser par austérité voulue, recherchée. Le propos de divertir est inconciliable avec la fin si élevée qui est la sienne. Il donnera toujours à sa peinture un aspect sévère, bien qu'en choisissant des effets qui, par définition devraient engendrer le résultat contraire, comme le soleil couchant. Dupré, peintre du fantastique et du drame, demeurant toujours très près du rêve, excluant le hasard en faveur de l'ordre, va ordonner le rêve. » - Dictionnaire Bénézit[22]